# 자크 데리다
자크 데리다(Jacques Derrida, 1930년 7월 15일~2004년 10월 9일)는 알제리 태생의 프랑스 철학자이다. 그는 탈구축 철학을 발전시켜 여러 저서에서 활용했으며, 페르디낭 드 소쉬르의 언어학과 후설적 및 하이데거적 현상학에 대한 면밀한 독해를 통해 발전시켰다. 그는 탈구조주의와 포스트모더니즘 철학의 주요 인물 중 한 명으로 여겨지지만, 본인은 탈구조주의와 거리를 두었고 "포스트모더니티"라는 단어는 사용하지 않았다.
경력 동안 데리다는 40권 이상의 책과 수백 편의 에세이 및 공개 강연을 발표했다. 그는 철학, 문학, 법학, 인류학, 역사학, 응용언어학, 사회언어학, 정신분석학, 음악, 건축, 정치 이론을 포함한 인문학 및 사회과학에 상당한 영향을 미쳤다.
2000년대에 들어서도 그의 작품은 미국, 유럽 대륙, 남아메리카 및 대륙 철학이 지배적인 다른 모든 국가에서 주요한 학문적 영향력을 유지했으며, 특히 존재론, 인식론 (특히 사회과학과 관련하여), 윤리학, 미학, 해석학, 언어철학에 대한 논쟁에서 두드러졌다. 생애 마지막 20년 동안 데리다는 캘리포니아 대학교 어바인의 인문학 교수였다. 분석철학이 지배적인 대부분의 영어권 국가에서 데리다의 영향은 그의 오랜 언어에 대한 관심과 저명한 문학 비평가들과의 연관성 때문에 문학 연구에서 가장 크게 느껴진다. 그는 또한 건축 (해체주의 건축 형태로), 음악 (특히 혼톨로지의 음악적 분위기), 예술, 그리고 미술 평론에도 영향을 미쳤다.
특히 후기 저작에서 데리다는 자신의 작업에서 윤리적, 정치적 주제를 다루었다. 일부 비평가들은 <목소리와 현상>(1967)을 그의 가장 중요한 작품으로 꼽는 반면, 다른 이들은 <그라마톨로지에 관하여>(1967), <글쓰기와 차이>(1967), <철학의 여백>(1972)을 인용한다. 이러한 저작들은 다양한 운동가와 정치 운동에 영향을 미쳤다. 그는 잘 알려지고 영향력 있는 공인이 되었지만, 그의 철학적 접근 방식과 그의 작품의 악명 높은 난해함은 그를 논란의 대상으로 만들었다.

## 생애
자크 데리다는 1930년 7월 15일 알제리 엘 비아르의 여름 별장에서 태어났다. 그의 아버지 하임 아론 프로스퍼 샤를(하임 데리다로 알려짐, 1896-1970)은 평생 와인 및 주류 회사인 타셰트에서 여행 판매원으로 일했으며, 아들은 그의 직업이 "지치고" "굴욕적"이었다고 회상하며, 아버지가 "온순한 직원"이 되어 식탁에서 아침 일찍 회계 업무를 처리해야 했다고 말했다. 어머니는 조젯 술타나 에스터(1901-1991)였고, 그녀의 아버지는 모이즈 사파르였다. 그의 가족은 세파르디 유대인이었고 (원래 톨레도 출신) 크레미외 칙령으로 알제리 유대인에게 완전한 프랑스 시민권이 부여된 1870년에 프랑스 국적을 얻었다. 부모님은 그를 "재키"라고 불렀는데, "그들은 그것을 미국 이름으로 생각했다"고 한다. 그러나 그는 파리로 이주한 후 자신의 이름의 더 "정확한" 버전을 채택하게 된다. 일부 보고서에 따르면 그는 1921년 찰리 채플린 영화 키드에서 그의 역할로 전 세계적으로 유명해진 미국 아역 배우 재키 쿠건의 이름을 따서 재키라고 지어졌다. 그는 또한 할례를 받을 때 그의 친삼촌 외젠 엘리아후의 이름을 따서 엘리라는 중간 이름을 받았다. 이 이름은 그의 형제자매들의 이름과는 달리 그의 출생 증명서에 기재되지 않았으며, 그는 나중에 그것을 자신의 "숨겨진 이름"이라고 불렀다.
데리다는 5남매 중 셋째였다. 그의 형 폴 모이즈는 데리다가 태어나기 1년 전 3개월도 채 되지 않아 사망했고, 이는 그가 평생 죽은 형의 대체물로서 자신의 역할에 대해 의심하게 만들었다. 데리다는 유년 시절을 알제와 엘 비아르에서 보냈다.
1930년 알제리의 엘 비아르에서 유대계 집안의 아들로 태어났다. 유년 시절에는 운동을 좋아해 한때는 축구 선수를 꿈꾸기도 했으나, 학문에 대한 관심과 열정 또한 남달라 이른 나이에 장 자크 루소, 프리드리히 니체, 앙드레 지드, 알베르 카뮈 등의 작품들을 섭렵했다. 독서에는 알베르 카뮈와 장폴 사르트르도 포함되었다.
1942년 학년도 첫날, 알제리의 프랑스 행정관들은 비시 프랑스 정부가 정한 반유대주의 쿼터를 시행하며 데리다를 그의 리세에서 퇴학시켰다. 그는 실향민 교사와 학생들이 만든 유대인 리세에 다니는 대신 1년 동안 학교를 몰래 빠졌으며, 또한 수많은 축구 경기에 참여했다 (그는 프로 선수가 되기를 꿈꿨다). 이 사춘기 시절, 데리다는 철학자와 작가들 (루소, 니체, 지드 등)의 작품에서 가족과 사회에 대한 반항의 도구를 찾았다.
1940년대 후반, 그는 알제에 있는 부조 고등학교에 다녔고, 1949년 파리로 이사하여리세 루이르그랑에 다니며, 그곳에서 그의 철학 교수는 에티엔 보른이었다. 그 당시 그는 명문 에콜 노르말 쉬페리외르 (ENS) 입학 시험을 준비했다. 첫 시험에서 떨어진 후, 두 번째 시험에서 합격하여 1952년에 입학했다. ENS 입학 첫날, 데리다는 루이 알튀세르를 만났고, 그와 친구가 되었다. 그의 교수 중 한 명인 얀 차르네키는 진보적인 개신교도였고, 후에 121인 선언의 서명자가 되었다. 벨기에 뢰번의 후설 아카이브를 방문한 후 (1953-1954), 그는 에드문트 후설에 대한 인문사회 석사 학위 (디플롬 데튜드 쉬페리외르)를 마쳤다. 그런 다음 그는 1956년에 경쟁이 매우 치열한 아그레가시옹 시험에 합격했다. 데리다는 하버드 대학교에서 학비 보조금을 받았고, 1956-57 학년도에 와이드너 도서관에서 율리시스를 읽으며 시간을 보냈다.
데리다는 1964년 에드문트 후설의 <기하학의 기원>을 번역한 공로를 인정받아 장 카바이예스 상을 수상하면서 이름을 알리기 시작했으며, 1965년 에콜 노르말 쉬페리외르의 교수로 임명되었다. 다음 해에는 존스 홉킨스 대학교의 볼티모어 콜로키움에 참가했는데, 이는 이후 데리다가 미국을 자주 방문하게 되는 계기가 되었다. 1967년에는 <글쓰기와 차이>, <목소리와 현상>, <그라마톨로지에 관하여> 등 첫 저작 3권을 출간했다.
1954년부터 1962년까지의 알제리 독립 전쟁 동안, 데리다는 병사들의 아이들을 가르치는 것을 병역 대신 요청하여 1957년부터 1959년까지 프랑스어와 영어를 가르쳤다. 전쟁 후, 1960년부터 1964년까지 데리다는 신 파리 대학교의 소르본에서 철학을 가르쳤으며, 그곳에서 그는 쉬잔 바슐라르 (가스통 바슐라르의 딸), 조르주 캉길렘, 폴 리쾨르 (이 시기에 의심의 해석학이라는 용어를 만들었다), 그리고 장 발의 조교였다. 그의 아내 마르그리트는 1963년에 그들의 첫 아이인 피에르를 낳았다. 1964년 루이 알튀세르와 장 이폴리트의 추천으로 데리다는 ENS에 영구 교수직을 얻었고, 그는 1984년까지 그 자리를 유지했다. 1965년 데리다는 문학 및 철학 이론가 그룹인 텔 켈과 협력하기 시작했으며, 이는 7년 동안 지속되었다. 1971년 이후 텔 켈 그룹과의 데리다의 거리는 그들의 마오쩌둥 사상과 중국의 문화대혁명 수용에 대한 그의 유보적인 태도와 관련이 있었다.
존스 홉킨스 대학교에서 1966년 구조주의에 대한 콜로키움에 기고한 "인문학 담론의 구조, 기호, 그리고 유희"를 통해 그의 작품은 국제적인 명성을 얻기 시작했다. 같은 콜로키움에서 데리다는 자크 라캉과 폴 디 만을 만났고, 폴 디 만은 앞으로 수년간 중요한 대화 상대가 되었다. 둘째 아들 장은 1967년에 태어났다. 같은 해에 데리다는 그의 첫 세 권의 책인 <글쓰기와 차이>, <목소리와 현상>, <그라마톨로지에 관하여>를 출판했다.
1979년 소르본의 철학 강의를 맡으면서부터 데리다의 정치적 참여는 점차 활발해졌다. 1980년, 그는 컬럼비아 대학교에서 첫 명예 박사 학위를 받았고, "철학의 새김: 글쓰기 해석 연구"("L'inscription de la philosophie : Recherches sur l'interprétation de l'écriture")라는 제목으로 이전에 출판된 열 권의 책과 그의 지적 프로젝트에 대한 변론을 신 파리 대학교에 제출하여 국가 박사 학위를 받았다. 데리다의 변론 텍스트는 1957년 ENS에서 장 이폴리트의 지도 아래 준비했지만 중단된 박사 논문 초고 "문학 대상의 관념성"("L'idéalité de l'objet littéraire")에 기반을 두었다. 그의 1980년 논문은 나중에 "논문의 시간: 구두점"으로 영어 번역 출판되었다. 1983년 데리다는 켄 맥멀런과 영화 고스트 댄스를 공동 작업했다. 데리다는 영화에서 자신으로 출연했으며 각본에도 기여했다.
데리다는 여러 곳을 여행하며 방문 교수 및 상설 직위를 역임했다. 데리다는 1984년부터 (그는 1983년 말에 선출되었다) 파리 사회과학고등연구원의 정교수가 되었다. 그는 프랑수아 샤틀레 등과 함께 1983년 국제철학연구소 (CIPH)를 공동 설립했는데, 이 기관은 학계의 다른 곳에서는 수행할 수 없는 철학 연구를 위한 장소를 제공하려는 목적이었다. 그는 초대 소장으로 선출되었다. 1985년 실비앙 아가신스키는 데리다의 셋째 아들 다니엘을 낳았다.
1981년에는 체코의 지식인들을 돕기 위한 얀 후스재단을 설립했는데, 이와 관련하여 프라하에서 불법적인 세미나를 조직했다는 이유로 감금되었다가 프랑수아 미테랑 대통령의 도움으로 풀려나기도 했다.
1983년 국제 철학 대학을 창립한 뒤 1984년부터 췌장암으로 사망할 때까지 사회과학고등연구원의 철학 교수직을 맡았다.
1985년 5월 8일, 데리다는 미국 예술 과학 아카데미 인문학부 비평 및 문헌학 분야의 외국인 명예 회원으로 선출되었다.
1986년 데리다는 캘리포니아 대학교 어바인의 인문학 교수가 되어 2004년 사망 직전까지 가르쳤다. 그의 서류는 대학 자료실에 보관되었다. 데리다의 동료인 드라간 쿠윤지치가 성폭행 혐의로 기소되자, 데리다는 당시 총장 시서론에게 "스캔들 같은 쿠윤지치에 대한 절차가 중단되거나 취소되지 않으면" UCI와의 "모든 관계를 끊을 것"이라는 편지를 썼다. 그의 자료 보관에 대해 "또 다른 결과가 있을 것이다. 나는 한 번 준 것을 결코 돌려받지 않기 때문에, 나의 서류는 물론 UCI와 도서관 특별 컬렉션 부서의 소유로 남을 것이다. 그러나 내가 이러한 아카이브 (아직 진행 중이며 매년 증가하고 있다) 구성에 기여한 정신이 심각하게 손상될 것이라는 것은 말할 필요도 없다. 나의 약속을 포기하지 않으면서도, 나는 그것들을 후회하고 그 이행을 최소한으로 줄일 것이다." 데리다 사망 후, 그의 미망인과 아들들은 UCI 아카이브 사본을 프랑스 현대 출판 아카이브 연구소와 공유하기를 원한다고 밝혔다. 대학은 데리다가 UC 어바인 컬렉션에 약속했다고 믿는 원고와 서신을 데리다의 미망인과 자녀로부터 받기 위해 소송을 제기했으나, 2007년에 소송을 취하했다.
데리다는 존스 홉킨스 대학교, 예일 대학교, 뉴욕 대학교, 스토니브룩 대학교, 사회연구 뉴 스쿨, 유럽 대학원을 포함한 여러 주요 미국 및 유럽 대학의 정기적인 초빙 교수였다.
그는 케임브리지 대학교 (1992), 컬럼비아 대학교, 사회연구 뉴 스쿨, 에식스 대학교, 뢰번 가톨릭 대학교, 실레시아 대학교, 코임브라 대학교, 아테네 대학교 등 전 세계 여러 대학에서 명예 박사 학위를 받았다. 2001년, 그는 프랑크푸르트 대학교에서 아도르노 상을 수상했다.
데리다의 케임브리지 명예 학위는 분석철학의 주요 철학자들에 의해 반대되었다. 콰인, 마르쿠스, 암스트롱을 포함한 철학자들은 대학에 편지를 보내 "데리다의 작품은 명확성과 엄밀함에 대한 받아들여진 기준을 충족하지 못한다"며, "이성, 진실, 학문의 가치에 대한 거의 이해할 수 없는 공격에 불과하다고 보이는 것에 기반한 학문적 지위는, 우리가 보기에, 저명한 대학에서 명예 학위를 수여하기에 충분한 근거가 아니다"라고 주장했다.
생애 후반에 데리다는 두 편의 전기 다큐멘터리 제작에 참여했다. 사파 파티의 <데리다의 다른 곳>(1999)과 커비 딕과 에이미 지어링 코프만의 <데리다>(2002)이다.
2003년 2월 19일, 2003년 이라크 침공이 임박한 가운데, 르네 마요르는 장 보드리야르와 데리다 사이에 "왜 오늘날 전쟁인가?"라는 제목의 토론을 주재했다. 이 토론은 마요르의 고급 정신분석학 연구소와 르 몽드 디플로마티크가 공동 주최했다. 토론은 테러 공격과 침공 사이의 관계를 논했다.
2004년 10월 31일 췌장암으로 죽음을 맞이하기까지 사회과학고등연구원의 철학 교수직을 맡았다.

### 개인 생활과 죽음
1957년 6월, 그는 보스턴에서 정신분석학자 마르그리트 오쿠투리에와 결혼했다.
데리다는 2002년에 췌장암 진단을 받았다. 그는 2004년 10월 9일 새벽 파리의 한 병원에서 수술 중 사망했다.
사망 당시 데리다는 가다머 교수직을 맡아 여름에 하이델베르크 대학교로 갈 것에 동의했는데, 이는 그 자신이 사망하기 전에 표현한 초청이었다. 당시 하이델베르크 총장이었던 피터 호멜호프는 데리다의 위치를 다음과 같이 요약했다. "철학이라는 학문적 경계를 넘어 그는 인문학뿐만 아니라 한 시대의 문화적 인식을 위한 선도적인 지식인이었다."

## 사상
데리다는 자신을 역사가라고 불렀다. 그는 서양 철학 전통과 더 나아가 서양 문화의 전제를 의문시했다. 지배적인 담론에 의문을 제기하고 그것들을 수정하려 함으로써, 그는 대학을 민주화하고 정치화하려 했다. 데리다는 서양 문화의 전제에 대한 자신의 도전을 "탈구축"이라고 불렀다. 때때로 데리다는 탈구축을 어떤 마르크스주의 정신의 급진화라고 언급했다.
플라톤부터 루소, 하이데거에 이르는 작품들에 대한 상세한 독해를 통해 데리다는 서양 철학이 언어와 의식에 대한 개념을 은유적인 깊이 모델틀:Technical inline에 무비판적으로 의존하게 했다고 자주 주장한다. 그는 이러한 종종 인식되지 않는 전제들을 철학이 자신을 묶어둔 "현존의 형이상학"의 일부로 본다. 데리다는 이러한 "로고스 중심주의"가 말의 글쓰기와의 관계에 대한 개념부터 인종적 차이에 대한 이해에 이르기까지 모든 것에 영향을 미치는 "표시되거나" 계층화된 이분법적 대립을 만들어낸다고 주장한다. 탈구축은 그러한 "형이상학"을 폭로하고 약화시키려는 시도이다.
데리다는 모든 언어가 어떤 의미를 만들기 위해 명료화해야 하는 이분법적 대립을 중심으로 구성된 텍스트에 접근한다. 텍스트에 대한 이러한 접근은 넓은 의미에서 페르디낭 드 소쉬르의 기호학에 영향을 받았다. 구조주의의 아버지 중 한 명으로 여겨지는 소쉬르는 용어들이 언어 내부의 다른 용어들과 상호 결정 속에서 의미를 얻는다고 주장했다.
아마도 데리다의 가장 많이 인용되고 유명한 주장은, 그의 책 <그라마톨로지에 관하여>(1967)에 실린 루소에 관한 에세이에 나타나는데, "텍스트 밖에는 아무것도 없다"(il n'y a pas de hors-texte)는 진술이다. 데리다의 비평가들은 종종 그가 "텍스트 밖에는 아무것도 없다" (Il n'y a rien en dehors du texte)라고 썼다고 암시하며 프랑스어 구절을 오역했다고 비난했으며, 데리다가 단어 외에는 아무것도 존재하지 않는다고 주장하는 것처럼 보이게 하기 위해 이 번역을 널리 퍼뜨렸다고 비난했다. 데리다는 한 번 이 주장에 대해 "어떤 이들에게는 일종의 슬로건처럼 되었고, 일반적으로 해체론에 대해 너무나 잘못 이해되고 있는... 다른 어떤 것도 의미하지 않는다. 맥락 밖에는 아무것도 없다. 이 형태로, 정확히 같은 것을 말하지만, 이 공식은 의심할 여지 없이 덜 충격적이었을 것이다."라고 설명했다.

### 초기 작품
데리다는 현상학의 한계를 탐구하며 경력을 시작했다. 그의 첫 긴 학술 원고는 인문사회 석사 학위 논문으로 작성되어 1954년에 제출되었으며, 에드문트 후설의 작품에 관한 것이었다. 게리 밴햄은 이 논문이 "여러 면에서 데리다가 후설을 해석한 가장 야심 찬 작품이며, 다루는 작품의 수뿐만 아니라 조사의 놀랍도록 집중적인 성격 면에서도 그러하다"고 말했다. 1962년에 그는 후설의 에세이 번역본이 포함된 <에드문트 후설의 기하학 기원: 서론>을 출판했다. 데리다 사상의 많은 요소들이 이미 이 작품에 존재했다. <입장들>(1972)에 수록된 인터뷰에서 데리다는 다음과 같이 말했다.
이 에세이에서 글쓰기의 문제는 이미 의식, 현존, 과학, 역사 및 과학의 역사, 기원의 소멸 또는 지연 등과의 관계에서 '연기'의 환원 불가능한 구조에 묶여 그 자체로 존재했다. ... 이 에세이는 <목소리와 현상>의 반대면 (앞면 또는 뒷면, 원하는 대로)으로 읽힐 수 있다.— 데리다, 1967, 앙리 론세와의 인터뷰

데리다는 1966년 존스 홉킨스 대학교에서 개최된 강연인 "인문학 담론의 구조, 기호, 그리고 유희"를 통해 프랑스 밖에서 처음으로 큰 주목을 받기 시작했다 (이후 <글쓰기와 차이>에 수록됨). 이 논문이 발표된 학회는 당시 프랑스에서 영향력의 정점에 있었지만 미국에서는 이제 막 주목받기 시작한 구조주의에 관한 것이었다. 데리다는 이미 이 운동에 대해 비판적이었기 때문에 구조주의에 대한 명시적인 지지 부족으로 다른 참가자들과 차별화되었다. 그는 구조주의의 성과를 칭찬했지만 내부적 한계에 대한 유보를 유지했다. 이로 인해 미국 학자들은 그의 사상을 탈구조주의의 한 형태로 분류했다.
데리다의 논문은 1970년에 학술대회 회의록이 출판될 무렵에는 컬렉션의 제목이 <구조주의 논쟁>이 될 정도로 큰 영향을 미쳤다. 이 학술대회는 또한 그가 폴 디 만을 만난 곳이기도 한데, 폴 디 만은 그의 절친한 친구이자 큰 논란의 원인이 되었으며, 그곳에서 그는 프랑스 정신분석학자 자크 라캉을 처음 만났는데, 라캉의 작품과 데리다는 복잡한 관계를 맺고 있었다.

### 현상학 대 구조주의 논쟁 (1959)
1960년대 초, 데리다는 당시 가장 화제가 되었던 논쟁에 대해 공개적으로 발언하고 글을 쓰기 시작했다. 그 중 하나는 새롭고 점점 유행하던 구조주의 운동이었는데, 이 운동은 60년 전 후설에 의해 시작된 현상학적 접근 방식의 후계자로 널리 선호되고 있었다. 저명한 국제 학술대회에서 이 문제에 대한 데리다의 역류적인 입장은 매우 영향력이 커서 토론의 초점을 구조주의의 승리를 축하하는 것에서 "현상학 대 구조주의 논쟁"으로 바꾸어 놓았다.
후설이 구상한 현상학은 플라톤 이래 서구 사상을 지배해 온 합리주의적 편향을 거부하고, 개인의 "삶의 경험"을 드러내는 반성적 주의의 방법을 선호하는 철학적 탐구 방법이다. 보다 현상학적 성향을 가진 사람들에게 목표는 경험의 발생, 즉 기원이나 사건에서 나타나는 과정을 이해하고 기술함으로써 경험을 이해하는 것이었다. 구조주의자들에게 이것은 거짓 문제였고, 경험의 "깊이"는 사실상 경험적이지 않은 구조의 결과일 뿐이었다.
그러한 맥락에서 1959년 데리다는 다음과 같은 질문을 던졌다: 구조는 발생을 가져야만 하는가, 그리고 발생의 지점인 기원은 이미 구조화되어 있어야만 어떤 것의 발생이 될 수 있는가? 다시 말해, 모든 구조적 또는 "동시적" 현상에는 역사가 있으며, 구조는 그 발생을 이해하지 않고는 이해될 수 없다. 동시에, 운동이나 잠재력이 존재하기 위해서는 기원이 어떤 순수한 통일성이나 단순성일 수 없으며, 이미 명료화되어 있어야 한다. 즉, "계기적" 과정이 그로부터 나올 수 있도록 복잡해야 한다. 이러한 원초적 복잡성은 원초적 정립으로 이해되어서는 안 되며, 데리다가 반복성, 새김, 또는 텍스트성이라고 부르는 기원의 결여에 가깝다. 바로 이러한 원초적 복잡성에 대한 사유가 데리다의 작업을 움직이게 하며, "탈구축"을 포함한 그의 모든 용어들이 여기서 파생된다.
데리다의 방법은 이러한 원초적 복잡성의 형태와 다양성, 그리고 여러 분야에서 나타나는 그 다중적 결과들을 보여주는 데 있었다. 그는 철학 및 문학 텍스트를 철저하고 신중하며 섬세하면서도 변형적인 독해를 통해, 해당 텍스트의 명백한 체계성(구조적 통일성)이나 의도된 의미(저자의 발생)와 상반되는 측면을 파악함으로써 이를 달성했다. 사고의 아포리아와 생략을 보여줌으로써 데리다는 정의상 결코 완전히 알 수 없는 이 원초적 복잡성이 그 구조화 및 해체 효과를 무한히 미묘한 방식으로 작동시키는 것을 보여주고자 했다.

### 1967년–1972년
데리다의 관심은 학문 분야를 넘나들었고, 그의 광범위하고 다양한 지식은 1967년에 출판된 세 권의 작품집에 반영되었다. <목소리와 현상>, <그라마톨로지에 관하여> (처음에는 모리스 드 강디약 지도 하의 전공 박사 학위 논문으로 제출됨), 그리고 <글쓰기와 차이>였다.
여러 차례에 걸쳐 데리다는 에드문트 후설과 마르틴 하이데거에게 빚을 졌음을 인정하고, 그들 없이는 단 한마디도 하지 않았을 것이라고 말했다. 이 에세이들에서 제기된 질문 중에는 "의미란 무엇인가, 그것이 '목소리'라는 범주 아래에서 존재의 가치, 대상의 존재, 의식에 대한 의미의 존재, 소위 살아있는 말과 자기 의식에서의 자기 존재와 어떤 역사적 관계를 맺고 있는가?" <글쓰기와 차이>에 실린 또 다른 에세이 "폭력과 형이상학: 에마뉘엘 레비나스의 사상에 대한 에세이"에서는 데리다 사상의 또 다른 주요 주제인 동일한 것에 대립되는 타자가 등장한다. "해체적 분석은 현재의 위신을 박탈하고 그것을 완전히 다른 것, 즉 현재로부터 예측 가능한 것을 넘어서는, '동일한' 것의 지평을 넘어서는 어떤 것, '전적으로 다른 것'에 노출시킨다." 루소, 후설, 하이데거, 레비나스 외에도 이 세 권의 책은 언어학자 페르디낭 드 소쉬르, 헤겔, 푸코, 바타유, 데카르트, 인류학자 클로드 레비스트로스, 고생물학자 르루아-구르앙, 정신분석학자 프로이트, 그리고 자베스, 아르토와 같은 작가들의 작품을 다루었거나 의존했다.
1967년에 출간된 이 세 권의 책들은 데리다의 이론적 틀을 정교하게 다듬었다. 데리다는 서양 지성사의 핵심에 접근하려 시도하며, 이 전통을 "의미의 기원이자 보증인 역할을 하는 초월적 존재에 대한 탐구"로 특징짓는다. "세계의 의미 관계를 구성하는 것을 모든 관계 외부에 있는 어떤 존재에 근거"하려는 시도를 하이데거는 로고스 중심주의라고 불렀고, 데리다는 철학적 기획이 본질적으로 로고스 중심적이라고 주장하며, 이것이 유대교와 헬레니즘으로부터 물려받은 패러다임이라고 주장한다. 그는 로고스 중심주의를 남성우월주의적, 가부장적, 남성주의적이라고 묘사한다. 데리다는 "서양 문화에서 깊숙이 숨겨진 철학적 전제와 편견에 대한 이해"에 기여하며, 전체 철학 전통이 자의적인 이분법적 범주 (예: 성/속, 기표/기의, 마음/몸)에 기반하고 있으며, 모든 텍스트에는 암묵적인 위계가 존재하며, "이러한 위계가 현실에 질서를 부여하고, 다양한 잠재적 의미를 배제하고, 종속시키고, 숨김으로써 미묘한 억압을 행사한다"고 주장했다. 데리다는 이러한 이분법을 밝히고 뒤흔드는 자신의 절차를 서양 문화의 탈구축이라고 부른다.
1968년, 그는 영향력 있는 에세이 "플라톤의 약국"을 프랑스 저널 텔 켈에 발표했다. 이 에세이는 나중에 <산종>에 수록되었는데, 이는 데리다가 1972년에 출간한 세 권의 책 중 하나로, 에세이 모음집인 <철학의 여백>과 인터뷰 모음집인 <입장들>도 포함된다.

### 1973년–1980년
1972년부터 데리다는 매년 평균 한 권 이상의 책을 썼다. 데리다는 <글라스>(1974)와 <엽서: 소크라테스에서 프로이트 그리고 그 너머>(1980)와 같은 중요한 작품들을 계속해서 발표했다.
데리다는 1972년 이후 미국에서 점점 더 많은 주목을 받았고, 여러 주요 미국 대학에서 정기적인 초빙 교수 및 강사로 활동했다. 1980년대 미국 문화 전쟁 동안, 보수주의자들은 미국 지식인들에게 미치는 데리다의 영향력과 유산에 대한 논쟁을 시작했으며, 그가 학술 철학자들보다는 미국 문학 비평가와 이론가들에게 더 많은 영향을 미쳤다고 주장했다.

### <정신에 대하여> (1987)
1987년 3월 14일, 데리다는 CIPH 학술대회 "하이데거: 열린 질문들"에서 강연을 했고, 이 강연은 1987년 10월 <정신에 대하여: 하이데거와 질문>으로 출판되었다. 이 책은 하이데거의 작품 전반에 걸쳐 가이스트 (정신)의 변화하는 역할을 추적하며, 1927년에 "정신"이 하이데거가 해체 대상으로 삼은 철학 용어 중 하나였다는 점을 지적한다. 그러나 1933년 나치즘과의 정치적 연계로 하이데거는 "독일 정신"의 옹호자로 나섰고, 1953년에야 그 용어에 대한 과장된 해석에서 물러났다. 데리다는 "그 사이에는 무엇이 있었는가?"라고 묻는다. 그의 책은 하이데거와의 오랜 교류(예: <철학의 여백>에 실린 "인간의 종말", 1980년대 중반 철학적 국적과 민족주의에 대한 파리 세미나, Geschlecht와 Geschlecht II라는 영어로 출판된 에세이)와 여러 면에서 연결된다. 그는 하이데거 철학의 "네 가지 핵심 줄기"가 "이 Geflecht [땋기]의 매듭을 이룬다"고 간주한다. 즉, "질문의 질문", "기술의 본질", "동물성의 담론", 그리고 "시대성" 또는 "숨겨진 목적론 또는 서사적 질서"이다.
<정신에 대하여>는 하이데거의 나치즘에 대한 오랜 논쟁에 기여했으며, 동시에 이전에 알려지지 않은 칠레 작가 빅토르 파리아스의 책이 프랑스에서 출판되면서, 하이데거의 철학이 나치 돌격대 (SA) 파벌을 전폭적으로 지지하는 것에 해당한다는 비난을 받았다. 데리다는 인터뷰 "하이데거, 철학자의 지옥"과 그 후속 기사 "Comment donner raison? How to Concede, with Reasons?"에서 파리아스에게 답변했다. 그는 파리아스를 하이데거 사상의 약한 독자로 부르며, 파리아스와 그의 지지자들이 새롭다고 선전하는 증거의 대부분이 철학 공동체 내에서 오랫동안 알려져 있었다고 덧붙였다.

### 1990년대: 정치적, 윤리적 주제
일부에서는 데리다의 작품이 1990년대에 정치적, 윤리적 "전환"을 겪었다고 주장한다. 그러한 전환의 증거로 인용되는 텍스트에는 <법의 힘>(1990), <마르크스의 유령들>(1994), <우정의 정치>(1994) 등이 있다. 일부는 <죽음의 선물>을 그가 탈구축을 윤리와 종교의 관계에 더 직접적으로 적용하기 시작했다는 증거로 언급한다. 이 작품에서 데리다는 성경 구절, 특히 아브라함과 이사악의 번제, 그리고 쇠렌 키르케고르의 <두려움과 떨림>을 해석한다.
그러나 레너드 롤러, 로버트 매글리올라, 니콜 앤더슨과 같은 학자들은 이러한 "전환"이 과장되었다고 주장한다. 데리다 자신을 포함한 일부는 그의 "정치적 전환"에서 이루어진 철학적 작업의 상당 부분이 이전 에세이들로 거슬러 올라갈 수 있다고 주장했다.
데리다는 환대에 대한 윤리적 견해를 발전시키며, 조건적 환대와 무조건적 환대라는 두 가지 유형의 환대가 존재한다는 아이디어를 탐구했다. 비록 이것이 많은 학자들의 작품에 기여했지만, 데리다는 이에 대해 심하게 비판받았다.
에마뉘엘 레비나스, 발터 벤야민, 카를 슈미트, 얀 파토치카에 대한 데리다의 현대적 독해는 법, 정의, 책임, 우정과 같은 주제를 다루며 철학 분야를 넘어선 분야에 상당한 영향을 미쳤다. 데리다와 탈구축은 미학, 문학 비평, 건축, 영화 이론, 인류학, 사회학, 역사학, 법, 정신분석학, 신학, 여성주의, 성소수자 연구, 정치 이론에 영향을 미쳤다. 장뤼크 낭시, 리처드 로티, 제프리 하트만, 해럴드 블룸, 로잘린드 크라우스, 엘렌 식수, 쥘리아 크리스테바, 던컨 케네디, 게리 펠러, 드루실라 코넬, 앨런 헌트, 헤이든 화이트, 마리오 코피치, 그리고 알룬 먼슬로는 탈구축의 영향을 받은 작가들 중 일부이다.
데리다는 레비나스의 장례식에서 추도사를 낭독했는데, 이는 나중에 <아듀 에마뉘엘 레비나스>로 출판되어 레비나스의 도덕 철학에 대한 감상과 탐구를 담았다. 데리다는 브라카 L. 에팅거의 레비나스의 여성성 개념 해석을 사용하여 이 주제에 대한 자신의 이전 독해를 변화시켰다. 틀:Irrelevant citation
데리다는 모리스 블랑쇼, 파울 첼란 등의 문학 작품에 대한 독해를 계속해서 발표했다.
1991년에 그는 <다른 표제>를 출판했는데, 이 책에서 그는 자기동일성의 개념 (문화적 정체성, 유럽적 정체성, 국민 정체성 등)을 논하며, 유럽에서 "가장 나쁜 폭력", "외국인 혐오, 인종주의, 반유대주의, 종교적 또는 민족주의적 광신주의"의 범죄가 그 이름으로 촉발되었다고 주장했다.
1997년 세리쉬 학술대회에서 데리다는 "자전적 동물"이라는 주제로 10시간에 걸친 강연을 했고, 이는 <그러므로 나는 동물이다(계속)>라는 제목으로 출판되었다. 인간 이외의 동물 존재론, 동물 도살 윤리, 인간과 다른 동물 간의 차이와 관련된 질문에 참여하면서, 이 강연은 데리다 철학에서 후기 "동물 전환"을 시작한 것으로 여겨지지만, 데리다 자신은 동식물에 대한 그의 관심이 그의 초기 저작부터 존재했다고 말했다.

### <애도의 작업> (1981년–2001년)
1981년 "롤랑 바르트의 죽음"을 시작으로 데리다는 친구와 동료들의 상실로 인한 애도와 기억에 대한 일련의 텍스트를 생산했는데, 이들 중 다수는 그들의 작품에 대한 새로운 개입이었다. <폴 드 만을 위한 회고록>은 예일 대학교에서 처음 발표된 후 어바인에서 데리다의 웰렉 강연으로 이어졌으며, 1986년에 출판되었고, 1989년에는 "조개 속 깊은 바다 소리처럼: 폴 드 만의 전쟁"이 포함된 개정판이 나왔다. 궁극적으로 14편의 에세이가 <애도의 작업>(2001)에 수록되었는데, 2003년 프랑스어판 <매번 유일한, 세상의 끝>(Chaque fois unique, la fin du monde)에서는 제라르 그라넬과 모리스 블랑쇼에게 헌정된 에세이가 추가되었다.

### 2002년 영화
2002년 10월, 영화 데리다의 개봉 당시, 그는 기 드보르의 작품에 점점 더 가까워지고 있으며, 이러한 근접성이 데리다의 텍스트에 나타난다고 말했다. 데리다는 특히 "미디어, 기술, 스펙터클, 그리고 '쇼 비평', 즉 모든 것이 스펙터클이 되고 스펙터클의 착취에 대해 제가 말하는 모든 것"을 언급했다. 데리다가 스펙터클을 언급하는 곳 중 하나는 지식인의 개념에 대한 1997년 인터뷰이다.

## 정치
데리다는 그의 경력 전반에 걸쳐 다양한 정치적 문제, 운동 및 논쟁에 참여했다. 1968년, 그는 프랑스의 프랑스의 68운동 시위에 참여했다 [그리고 모리스 블랑쇼를 자주 만났는가?]. 그러나 그는 자신이 관찰한 "자발성의 숭배"와 반노조적 황홀경에 대해 우려를 표명했다. 그는 또한 미국에서 강연을 할 때 베트남 전쟁에 대한 자신의 반대 의견을 표명했다. 데리다는 1977년 동의 연령법에 반대하는 프랑스 청원에 서명했고, 1981년에는 반체제 체코 지식인들을 지원하기 위해 프랑스 얀 후스 협회를 설립했다.
1981년, 데리다는 체코슬로바키아 정부에 의해 허가 없이 회의를 주재한 혐의로 체포되었고 마약밀매 혐의로 기소되었으나, 그는 마약이 자신에게 심어졌다고 주장했다. 그는 프랑수아 미테랑 정부와 미셸 푸코의 도움으로 풀려났다. 데리다는 비핵화를 옹호했고, 남아프리카 공화국의 아파르트헤이트에 반대했으며, 1988년 예루살렘 방문 중 팔레스타인 지식인들을 만났다. 그는 또한 사형에 반대했고 무미아 아부-자말을 석방하기 위한 캠페인에 참여했다.
데리다는 1995년까지 어떤 정당에도 소속되지 않았지만, 그러한 조직에 대한 의구심에도 불구하고 리오넬 조스팽의 사회당 후보 지지를 표명했다. 2002년 프랑스 대통령 선거에서 그는 결선투표제에서 극우 후보 장마리 르펜과 중도우파 자크 시라크 중 acceptable한 선택지가 없다는 이유로 투표를 거부했다. 데리다는 2003년 이라크 침공에 반대했고, 철학 안팎에서 정치와 정치 자체를 재고하는 데 전념했다. 그는 책임, 국가 이성, 결정, 주권, 민주주의와 같은 개념의 정치적 함의를 이해하는 데 집중했다. 2000년까지 그는 "다가올 민주주의"를 이론화하고 기존 민주주의의 한계에 대해 고민했다.

## 데리다에게 영향을 준 인물
그의 청소년기에 결정적인 독서는 장자크 루소의 <고독한 산책자의 몽상>과 <고백록>, 앙드레 지드의 일기, <좁은 문>, <지상의 양식> 그리고 <부도덕자>였다. 그리고 프리드리히 니체의 작품들도 있었다. 특히 "가족들아, 너희가 싫다!"는 구절은 청소년 데리다에게 영감을 주었던 지드의 <지상의 양식> 4권에 나오는 유명한 구절이다. 1991년 인터뷰에서 데리다는 같은 지드 작품 4권에 나오는 비슷한 구절에 대해 다음과 같이 언급했다. "나는 집, 가족, 사람이 안식을 찾으려 하는 모든 곳을 미워했다" (Je haïssais les foyers, les familles, tous lieux où l'homme pense trouver un repos).
데리다에게 영향을 미친 다른 인물로는 마르틴 하이데거, 플라톤, 쇠렌 키르케고르, 알렉상드르 코제브, 모리스 블랑쇼, 앙토냉 아르토, 롤랑 바르트, 조르주 바타유, 에드문트 후설, 에마뉘엘 레비나스, 페르디낭 드 소쉬르, 지그문트 프로이트, 카를 마르크스, 클로드 레비스트로스, 제임스 조이스, 사뮈엘 베케트, 존 랭쇼 오스틴 그리고 스테판 말라르메가 있다.
그의 책 <아듀 에마뉘엘 레비나스>는 이 철학자이자 탈무드 학자가 얼굴의 형태로 타자와의 현상학적 만남을 실천하여 인간의 반응을 명령했음을 보여준다. 유대교 텍스트, 특히 탈무드를 읽기 위해 탈구축을 사용하는 것은 비교적 드물지만 최근에 시도되었다.

## 동료 및 동시대인
데리다의 철학적 친구, 동맹, 학생 및 데리다 사상의 계승자로는 폴 디 만, 장프랑수아 리오타르, 루이 알튀세르, 에마뉘엘 레비나스, 모리스 블랑쇼, 질 들뢰즈, 장뤼크 낭시, 필립 라쿠-라바르트, 사라 코프만, 엘렌 식수, 베르나르 스티글러, 알렉산더 가르시아 뒤트만, 조셉 코헨, 제프리 베닝턴, 장뤼크 마리옹, 가야트리 차크라보르티 스피박, 라파엘 자구리-오를리, 자크 에르만, 아비탈 로넬, 주디스 버틀러, 베아트리스 갈리농-멜레넥, 에르네스토 라클라우, 사무엘 웨버, 카트린 말라부, 클로데트 사르틸리오 등이 있다.

### 낭시와 라쿠-라바르트
장뤼크 낭시와 필립 라쿠-라바르트는 프랑스에서 데리다의 초기 제자 중 한 명이었으며, 그들 스스로 저명하고 중요한 철학자가 되었다. 주제와 방법 면에서 상당한 차이가 있었음에도 불구하고, 그들은 1970년대 초반부터 서로 그리고 데리다와 긴밀한 상호 작용을 계속했다.
데리다는 낭시에 대한 장편 저서 <접촉: 장뤼크 낭시>(Le Toucher, Jean-Luc Nancy, 2005)를 포함하여 그들 둘에 대해 썼다.

### 폴 디 만
데리다의 지적 생활에서 가장 두드러진 우정은 존스 홉킨스 대학교에서 만난 폴 디 만과의 것이었으며, 1983년 디 만이 사망할 때까지 지속되었다. 디 만은 탈구축에 대해 다소 다른 접근 방식을 제공했고, 그의 문학 및 철학 텍스트 독해는 한 세대 독자들의 교육에 결정적인 역할을 했다.
디 만 사망 직후, 데리다는 <폴 드 만을 위한 회고록>이라는 책을 썼고, 1988년 크리티컬 인쿼리 저널에 "조개 속 깊은 바다 소리처럼: 폴 드 만의 전쟁"이라는 기사를 썼다. 이 회고록은 논란의 원인이 되었는데, 데리다가 자신의 글을 출판하기 직전에 벨기에 문학 비평가 오트윈 드 그라프가 디 만이 미국에서 학문적 경력을 시작하기 훨씬 전에 독일의 벨기에 점령기 동안 친나치 신문에 거의 200편의 에세이를 썼고, 그 중 여러 편은 명시적으로 반유대주의적이었다는 사실을 발견했기 때문이다.
데리다 비평가들은 그가 디 만의 글에 나타난 반유대주의적 특성을 축소했다고 주장한다. 일부 비평가들은 예를 들어 데리다가 반유대주의에 대해서도 목소리를 냈고, 1960년대에는 장 보프레의 반유대주의 사례에 대해 데리다(그리고 그 후 모리스 블랑쇼)가 충격을 표현하며 하이데거 제자와 결별했다는 점을 감안할 때, 이 문제에 대한 데리다의 처우가 놀랍다고 보았다.

### 미셸 푸코
미셸 푸코에 대한 데리다의 비판은 <코기토와 광기의 역사> (글쓰기와 차이 중에서)라는 에세이에 나타난다. 이 글은 1963년 3월 4일 장 발의 철학 콜레주 학회에서 처음 강연되었는데, 푸코가 참석했고, 이로 인해 두 사람 사이에 결코 완전히 치유되지 않은 균열이 발생했다.
푸코는 그의 <광기의 역사> 1972년판에 추가된 부록에서 데리다의 자신의 작품 해석에 이의를 제기하며, 데리다가 "역사적으로 잘 규정된 작은 교육학 [...] 학생들에게 텍스트 밖에는 아무것도 없다고 가르치는 [...] 그리고 역으로 스승의 목소리에 무한한 주권을 부여하여 텍스트를 무한히 다시 말하게 하는 교육학"을 실행한다고 비난했다. 역사가 카를로 긴츠부르그에 따르면, 푸코는 말과 사물(1966)과 지식의 고고학을 부분적으로 데리다의 비판에 자극받아 썼을 수도 있다. 카를로 긴츠부르그는 <코기토와 광기의 역사>에 실린 데리다의 비판을 "표면적이고 허무주의적인 반론"이라고 간략하게 설명했지만, 더 이상의 논증은 제시하지 않았다.

### 데리다의 번역가
제프리 베닝턴, 아비탈 로넬, 사무엘 웨버는 데리다 번역가 그룹에 속한다. 데리다의 번역가 중 많은 이들은 그 자체로 존경받는 사상가이다. 데리다는 종종 협력적인 방식으로 작업하여 그의 방대한 저작이 시기적절하게 영어로 번역될 수 있도록 했다.
디 만의 제자로 시작한 가야트리 차크라보르티 스피박은 경력 초기에 데리다의 <그라마톨로지에 관하여>(De la grammatologie) 번역을 맡았으며, 이후 개정판을 내놓았다. 바바라 존슨의 데리다 <산종> 번역은 1981년 애슬론 출판사에서 출간되었다. 앨런 배스는 여러 초기 번역을 담당했으며, 베닝턴과 페기 카무프는 거의 20년 동안 그의 작품을 계속 번역해 왔다. 최근에는 마이클 나스(역시 데리다 학자)와 파스칼-안 브롤트의 여러 번역본이 출간되었다.
베닝턴, 브롤트, 카무프, 나스, 엘리자베스 로텐베르크, 데이비드 윌스는 현재 1959년부터 2003년까지의 데리다의 미출판 세미나를 번역하고 있다. <야수와 주권자> 1권과 2권 (2001년 12월 12일부터 2002년 3월 27일까지, 그리고 2002년 12월 11일부터 2003년 3월 26일까지의 데리다 세미나를 포함), 그리고 <사형>, 1권 (1999년 12월 8일부터 2000년 3월 22일까지)이 영어로 번역되어 출판되었다. 이 시리즈에서 현재 계획된 추가 권수에는 <하이데거: 존재와 역사의 질문> (1964–1965), <사형>, 2권 (2000–2001), <위증과 사면>, 1권 (1997–1998), 그리고 <위증과 사면>, 2권 (1998–1999)이 포함된다.
베닝턴과 함께 데리다는 『자크 데리다』라는 책을 출판했는데, 이 책에서 베닝턴은 페이지의 상단 2/3를 사용하여 데리다의 작업을 체계적으로 설명하고 (이것을 "데리다베이스"라고 불렀다), 데리다는 베닝턴 각 장의 완성된 사본과 각 페이지의 하단 1/3을 받아 자신의 해체 작업이 베닝턴의 설명을 어떻게 뛰어넘는지 보여주었다 (이것을 "서약"이라고 불렀다). 데리다는 특히 베닝턴을 일종의 랍비적 해설자로 보았던 것으로 보이며, 1995년 루턴 대학교에서 열린 "응용 데리다" 학술대회 말미에 다음과 같이 언급했다. "모든 것이 이미 말해졌고, 늘 그렇듯이 제프 베닝턴이 제가 입을 열기도 전에 모든 것을 말했습니다. 저는 그 후에 예측 불가능하려고 노력해야 하는 과제를 안고 있습니다. 그것은 불가능합니다... 그래서 저는 제프 후에 예측 불가능한 척하려고 노력할 것입니다. 다시 한 번 말합니다."

### 마셜 매클루언
데리다는 마셜 매클루언의 작품에 익숙했으며, 그의 초기 1967년 저작들 (<그라마톨로지에 관하여>, <목소리와 현상>)부터 언어를 "매체"라고 말하고, 음성 문자를 "서양의 위대한 형이상학적, 과학적, 기술적, 경제적 모험의 매체"라고 말했다.
그는 매클루언이 주장하는 글쓰기의 종말이라는 이념에 대해 자신의 불일치를 표명했다. 1982년 인터뷰에서 그는 이렇게 말했다.
저는 맥루한의 담론에 동의하지 않는 이념이 있다고 생각합니다. 그는 글쓰기 기계 등을 없애버리는 구어 공동체를 복원할 가능성에 대해 낙관주의자이기 때문입니다. 저는 그것이 플라톤, 루소 등으로 거슬러 올라가는 매우 전통적인 신화라고 생각합니다. 그리고 우리가 글쓰기의 종말에 살고 있다고 생각하기보다는, 다른 의미에서 우리는 글쓰기의 확장, 압도적인 확장에 살고 있다고 생각합니다. 적어도 새로운 의미에서 말이죠. 저는 알파벳 글쓰기를 의미하는 것이 아니라, 우리가 지금 사용하고 있는 테이프 레코더와 같은 새로운 글쓰기 기계를 의미합니다. 그리고 이것 또한 글쓰기입니다.

그리고 1972년 에세이 '서명 사건 맥락'에서 그는 다음과 같이 말했다.
글쓰기로서의 소통은, 그 단어를 유지하려 한다면, 의미의 전달 수단도, 의도와 의미의 교환도, 담론과 "의식의 소통"도 아니다. 우리는 맥루한의 이념적 재현을 따르자면 사회적 관계의 투명성이나 즉시성을 회복할 글쓰기의 종말을 목격하는 것이 아니라, 오히려 언어, 의식, 의미, 현존, 진리 등의 시스템이 단지 그 자체로 분석되어야 할 효과에 불과할 일반 글쓰기의 점점 더 강력한 역사적 전개를 목격하고 있다. 내가 다른 곳에서 로고스중심주의라고 부른 것은 바로 이 질문되는 효과이다.

### 건축 사상가
데리다는 20세기 말 영향력 있는 건축가 피터 아이젠먼과 베르나르 추미의 이론과 실천에 직접적인 영향을 미쳤다. 데리다는 Eisenman의 <코라 L 워크스: 자크 데리다와 피터 아이젠먼>에서 이론화된 프로젝트에 영향을 주었다. 이 디자인은 츠미가 파리 라빌레트 공원을 위해 건축적으로 구상한 것으로, 체 또는 하프 모양의 구조물이 포함되어 있었는데, 데리다는 이를 코라의 수용체적 속성에 대한 물리적 은유로 상상했다. 더욱이, 플라톤의 티마이오스 (48e4)에 설정된 코라 개념에 대한 데리다의 주석은 이후 철학자-건축가 나더 엘-비즈리의 철학 작품과 건축 저작에서 현상학 영역 내에서 심도 있게 반영되었다.
데리다는 "χώρα"를 존재를 위한 "장소를 주는" 급진적 타자성을 명명하는 데 사용했다. 엘-비즈리는 이를 더 나아가 "코라"를 존재와 존재자 사이의 존재론적 차이의 급진적 발생을 명명하는 것으로 받아들였다. 엘-비즈리의 코라에 대한 성찰은 하이데거 사상의 거주와 존재 및 공간에 대한 명상, 그리고 건축 이론 (및 현상학적 사유의 흐름)에서 발전한 공간과 장소에 대한 비판적 개념, 그리고 기하학과 광학에 중점을 둔 철학 및 과학 역사에서 다루는 기초가 된다. 이는 또한 엘-비즈리의 "생태론"에 대한 입장, 즉 하이데거의 존재 질문 (Seinsfrage)에 대한 고찰을 땅-하늘-필멸자-신성 (Erde und Himmel, Sterblichen und Göttlichen)의 사원소를 통해 확장하고, 데리다의 "χώρα"에 대한 그의 명상의 영향을 받은 것으로 설명한다. 따라서 생태학은 존재론과 얽혀 있으며, 세속적 실존 분석은 땅에 기반을 두고 환경주의는 존재론적 사유에 의해 지향된다.
데리다는 '객체'가 플라톤의 코라와 같다고 주장했는데, 코라는 그리스어로 공간, 용기 또는 장소를 의미한다. 플라톤은 코라가 감각적인 것과 지성적인 것 사이에 존재하며, 모든 것이 그 안을 통과하지만 아무것도 머무르지 않는다고 제안한다. 예를 들어, 이미지는 무언가에 의해 붙잡혀야 한다. 마치 거울이 반사를 붙잡듯이. 데리다에게 코라는 명명 시도를 거부하거나, 그가 "탈구축"한 양자택일의 논리를 거부한다.

## 주요 개념
- 그라마톨로지
- 산종
- 음성중심주의
- 차연
- 흔적과 유령
- 현전의 형이상학
- 해체주의

## 저작
- 기하학의 기원 (배의용 역, 2008) Introduction (et traduction) à L'origine de la géométrie de E. Husserl, PUF, 1962.
- 그라마톨로지에 대하여 (김응권 역, 2004) De la grammatologie, 1967, Les Éditions de Minuit. ISBN 978-2-7073-0012-6
- 글쓰기와 차이(남수인 역, 2001) L'Écriture et la différence, 1967, Seuil. ISBN 978-2-02-005182-8
- 입장들 (박성창 편역, 1992) Positions, 1972, Les Éditions de Minuit. ISBN 978-2-7073-0251-9
- 해체 (김보현 역, 1996) La dissémination, 1972, Seuil. ISBN 978-2-02-001958-3
- 에쁘롱 - 니체의 문체들 (김다은, 황순희 역, 1998) Éperons. Les styles de Nietzsche, 1972, Champs Flammarion (Voir 프리드리히 니체).
- 시선의 권리(신방흔 역, 2004) Droit de regards, éditions de Minuit, 1985 ; nouvelle édition : Les Impressions Nouvelles, 2010.
- 시네퐁주(허정아 역, 1998) Signéponge, 1988, Seuil.
- 정신에 대하여(박찬국 역, 2005) De l'esprit, 1990, Galilée. ISBN 978-2-7186-0323-0
- 다른 곶(김다흔, 이혜지 역, 1997) L'autre cap, 1991
- 마르크스의 유령들(양운덕 역, 1996) Spectres de Marx, 1993, Galilée. ISBN 978-2-7186-0429-9. (Voir 카를 마르크스).
- 법의 힘(진태원 역, 2004) Force de loi, Galilée, 1994.
- 에코그라피 (김재희 외 역, 2002) Échographies – de la télévision, Galilée, 1996.
- 마르크스주의와 해체 (진태원, 한형식 역, 2009) Marx en jeu (avec Marc Guillaume), 1997, Descartes & Cie. ISBN 978-2-910301-84-2
- 환대에 대하여(남수인 역, 2004) De l'hospitalité (avec Anne Dufourmantelle), 1997, Calmann-Lévy. ISBN 978-2-7021-2795-7
- 불량배들 - 이성에 관한 두 편의 에세이 (이경신 역, 2003) Voyous, Galilée, 2003.
- 이론 이후 삶(강우성 역, 2007) / Life.after.theory: Jacques Derrida, Frank Kermode, Toril Moi and Christopher Norris

## 비판

### 마르크스주의자들의 비판
"유령 글쓰기"라는 제목의 논문에서, 데리다의 <그라마톨로지에 관하여>(De la grammatologie)를 영어로 번역한 가야트리 차크라보르티 스피박은 마르크스에 대한 데리다의 이해를 비판했다.틀:How 데리다의 <마르크스의 유령들>에 대해 테리 이글턴은 "이 책의 문면 자체에 과장이 배어 있다. 극적으로 강조된 수사적 질문이 지루할 정도로 꾸며진 구문에서 연달아 쏟아져 나오며 패러디의 빌미를 제공한다."라고 썼다.

### 영어권 철학자들의 비판
데리다는 1988년에 적어도 한 번 이상 미국 철학 협회에서 강연을 했고, 리처드 로티, 알렉산더 네하마스, 스탠리 카벨과 같은 일부 동시대 철학자들에게 높은 평가를 받았지만, 존 설과 윌러드 밴 오먼 콰인과 같은 다른 분석 철학자들에게는 유사철학 또는 궤변으로 간주되었다.
일부 분석 철학자들은 실제로 적어도 1980년대부터 데리다의 작업이 "철학이 아니다"라고 주장해 왔다. 그들이 내세운 주요 주장 중 하나는 데리다의 영향이 미국 철학과가 아닌 문학과 다른 인문학 분야에 미쳤다는 것이었다.
리처드 로티는 그의 1989년 저서 <우연, 아이러니, 그리고 연대>에서 데리다(특히 그의 책 <엽서: 소크라테스에서 프로이트 그리고 그 너머>, 그 중 한 부분은 허구의 실험이다)가 의도적으로 정의할 수 없는 단어(예: 차연)를 사용하고, 이전에 정의 가능했던 단어를 이해할 수 없게 만들 만큼 다양한 맥락에서 사용함으로써 독자가 데리다의 문학적 자아를 결코 맥락화할 수 없도록 만든다고 주장한다. 그러나 로티는 이러한 의도적인 난해함이 철학적 근거를 가지고 있다고 주장한다. 데리다는 자신의 메시지를 흐리게 함으로써 선구자들의 순진하고 긍정적인 형이상학적 프로젝트에서 벗어나려 한다.
로저 스크러턴은 2004년에 "그를 요약하기 어려운 이유는 그것이 헛소리이기 때문이다. 그는 기호의 의미는 기호 안에 결코 드러나지 않고 무한히 연기되며, 기호는 다른 것과의 차이에 의해 비로소 의미를 갖는다고 주장한다. 데리다에게는 의미라는 것이 존재하지 않는다. 그것은 항상 우리를 피하므로 무엇이든 가능하다."라고 썼다.
데리다의 학문과 글쓰기 스타일에 대해 노엄 촘스키는 다음과 같이 썼다. "저는 학문적 측면이 형편없다고 생각했습니다. 한심한 오독에 기반하고 있었고, 주장은, 설령 그렇다 하더라도, 제가 어린 시절부터 익숙했던 종류의 기준에 근접하지 못했습니다. 글쎄요, 제가 뭔가를 놓쳤을 수도 있습니다. 그럴 수도 있지만, 의심은 여전합니다."
폴 R. 그로스와 노먼 레빗은 또한 그의 저서 <고등 미신: 학계 좌파와 과학과의 논쟁>(1994)에서 과학 용어와 개념을 오용한 것에 대해 그의 작품을 비판했다.
특히 세 가지 논쟁(또는 분쟁)은 학계 밖으로 나와 국제 언론의 주목을 받았다. 1972~1988년 존 설과의 논쟁, 데리다에게 명예 학위를 수여하지 말라고 케임브리지 대학교에 가해진 분석 철학자들의 압력, 그리고 리처드 울린 및 뉴욕 리뷰 오브 북스와의 분쟁이었다.

#### 케임브리지 명예 박사 학위
1992년 케임브리지 대학교의 일부 학자들, 대부분은 철학 학부 소속이 아닌 이들이 데리다에게 명예 박사 학위를 수여하자고 제안했다. 이에 대해 대학의 철학 교수 휴 멜러 등을 포함한 여러 학자들이 반대했다. 미국, 오스트리아, 호주, 프랑스, 폴란드, 이탈리아, 독일, 네덜란드, 스위스, 스페인, 영국의 18명의 다른 철학자들, 즉 배리 스미스, 윌러드 밴 오먼 콰인, 데이비드 암스트롱, 루스 바르칸 마르쿠스, 르네 톰 등이 케임브리지에 편지를 보내 데리다의 작품이 "받아들여진 명확성과 엄밀성 기준을 충족하지 못한다"고 주장하고 데리다의 철학을 "다다이즘과 유사한 속임수와 기교"로 구성되었다고 묘사했다. 편지는 다음과 같이 결론지었다.
...일관된 주장이 제기되는 경우, 이는 거짓이거나 사소하다. 이성, 진실, 학문의 가치에 대한 거의 이해할 수 없는 공격에 불과하다고 보이는 것에 기반한 학문적 지위는, 우리가 보기에, 저명한 대학에서 명예 학위를 수여하기에 충분한 근거가 되지 못한다.

결국 케임브리지가 공식 투표에 부쳤을 때, 반대자들은 336대 204로 수적으로 열세였다. 그러나 데리다를 제안하고 찬성 투표를 한 사람들 중 거의 대부분은 철학 학부 소속이 아니었다. 휴 멜러는 이 수여가 부당하다고 계속 주장하며 다음과 같이 설명했다. "그는 평범하고 독창적이지 않은 철학자입니다. 흥미롭게 나쁘지도 않습니다."
데리다는 한 인터뷰에서 자신의 작품에 대한 공격의 일부 이유가 "지배적인 담론의 규칙을 의문시하고 수정하려 했으며, 교육과 대학 현장을 정치화하고 민주화하려 시도했기 때문"이라고 시사했다. "예외적인 폭력", 강박적인 "잔혹성", 그리고 "공격"의 "과장"에 대한 질문에 그는 이러한 비평가들이 자신의 경우 "철학자들이 의문을 제기하고 무엇보다 완화해야 할 일종의 강박적인 인격 숭배"를 조직하고 실행한다고 말했다.

#### 리처드 울린과 <뉴욕 리뷰 오브 북스>와의 분쟁
리처드 울린은 1991년부터 데리다의 작품뿐만 아니라 데리다의 주요 영감의 원천(예: 바타유, 블랑쇼, 레비나스, 하이데거, 니체)이 부식적인 허무주의로 이어진다고 주장했다. 예를 들어, 울린은 "전복과 재등록이라는 해체적 제스처가 나치즘과 비나치즘 사이의 많은 본질적인 차이를 지워버릴 위험이 있다"고 주장한다.
1991년 울린이 하이데거에 대한 데리다 인터뷰를 <하이데거 논쟁> 초판에 실었을 때, 데리다는 그 인터뷰가 고의적인 악의적 오역이며, "명백히 끔찍하고" "약하고, 단순하며, 강박적으로 공격적"이라고 주장했다. 프랑스 법은 저자의 번역 동의를 요구하며 이 동의는 주어지지 않았기 때문에, 데리다는 그 인터뷰가 이후 판이나 재판에 실리지 않아야 한다고 주장했다. 컬럼비아 대학교 출판부는 이후 재판이나 새 판을 제공하는 것을 거부했다. 이후 MIT 출판사의 <하이데거 논쟁> 판에서도 데리다 인터뷰는 빠졌다. 이 문제는 하이데거 학자 토마스 쉬한의 울린 책에 대한 우호적인 서평이 뉴욕 리뷰 오브 북스에 실리면서 공개적으로 노출되었는데, 여기서 쉬한은 데리다의 항의를 검열 강요라고 특징지었다. 그 후 편지 교환이 이어졌다. 데리다는 "지식인과 언론의 작업 (나쁜 예: 뉴욕 리뷰 오브 북스 사의 사업 방식)"이라는 글에서 쉬한과 울린에게 답변했는데, 이 글은 책 <포인트...>에 실렸다.
서로 다른 학파와 그룹에 속하는 24명의 학자들(종종 서로 그리고 해체주의와 의견을 달리함)은 뉴욕 리뷰 오브 북스에 보낸 편지에 서명하여 잡지의 행동과 쉬한 및 울린의 행동에 대한 분노를 표명했다.

### 비판적 부고
데리다에 대한 비판적 부고는 뉴욕 타임스, 디 이코노미스트, 그리고 디 인디펜던트에 실렸다. 더 네이션지는 뉴욕 타임스 부고에 대해 "미국 신문들이 이전에 데리다를 경멸하고 하찮게 여겼음에도 불구하고 어조가 특히 가혹하게 느껴졌다"고 답했다. 탈구축 학자이자 데리다의 친구인 마크 C. 테일러의 두 번째 부고는 첫 번째 부고 며칠 후에 타임스에 실렸다.

## 같이 보기
- 가다머-데리다 논쟁
- 차이 (탈구조주의)

## 내용주
1. ↑  존 D. 카푸토, Radical Hermeneutics: Repetition, Deconstruction, and the Hermeneutic Project, OCLC 729013297, Indiana University Press, 1988, p. 5: "데리다는 급진적 해석학의 전환점이며, 해석학이 한계에 도달하는 지점이다. 급진적 해석학은 하이데거와 데리다 사이의 교환으로 열린 공간에 위치한다..."
2. 1 2  〈Jacques Derrida〉. 《Encyclopædia Britannica》. 2017년 5월 19일에 확인함.
3. ↑  《Derrida on Religion: Thinker of Differance By Dawne McCance》. Equinox. 7쪽.
4. ↑  《Derrida, Deconstruction, and the Politics of Pedagogy (Counterpoints Studies in the Postmodern Theory of Education)》. Peter Lang Publishing Inc. 134쪽. OCLC 314727596, 476972726 및 263497930
5. 1 2  Bensmaïa, Réda, "Poststructuralism", in Kritzman (2005), pp. 92–93.
6. 1 2  Poster (1988), pp. 5–6.
7. ↑  Vincent B. Leitch Postmodernism: Local Effects, Global Flows, SUNY Series in Postmodern Culture (Albany, NY: State University of New York Press, 1996), p. 27.
8. ↑  Augustine and Postmodernism, in response to George Heffernan of 메리맥 칼리지. Indiana University Press ISBN 0-253-34507-3 (cloth: alk. paper) — ISBN 0-253-21731-8 (pbk.: alk. paper) page 42:만약 제가 선생님의 개입에서 중요한 몇 가지를 놓쳤다면 용서해주십시오. 첫째, 저는 포스트모더니티라는 단어에 반대합니다. 저는 이 단어를 한 번도 사용한 적이 없습니다. 저는 이곳이나 다른 곳에서 이 단어를 사용하는 것에 책임이 없습니다...
9. ↑  Derrida, Jacques (1992). 〈Force of Law〉.   Drucilla Cornell; Michael Rosenfeld; David Gray Carlson. 《Deconstruction and the Possibility of Justice》. 번역 Mary Quaintance 1판. New York: Routledge. 3–67쪽. ISBN 978-0810103979.미결정의 시련을 거치지 않은 결정은 자유로운 결정이 아닐 것이고, 계산 가능한 과정의 프로그램화된 적용이나 전개에 불과할 것이다 (...) 존재의 모든 확신, 따라서 결정의 정의를 확신시키는 모든 판단 기준을 내부에서부터 해체한다.
10. ↑  
"비판적 법학 연구 운동" in "The Bridge"
11. ↑  GERMAN LAW JOURNAL, SPECIAL ISSUE: A DEDICATION TO JACQUES DERRIDA 보관됨 16 5월 2013 - 웨이백 머신, Vol. 6 No. 1, 1–243, 2005년 1월 1일.
12. ↑  "Legacies of Derrida: Anthropology", 로잘린드 C. 모리스, Annual Review of Anthropology, Volume: 36, pp. 355–389, 2007.
13. ↑  "Deconstructing History", 1997년 출판 (2nd. edn. Routledge, 2006).
14. ↑  Busch, Brigitt (2012). 《Linguistic Repertoire Revisited》. 《Applied Linguistics》 33. 503–523쪽. doi:10.1093/applin/ams056.
15. ↑  "The sociolinguistics of schooling: the relevance of Derrida's Monolingualism of the Other or the Prosthesis of Origin", 마이클 에반스, 2012년 1월; ISBN 978-3-0343-1009-3. 에디트 에쉬와 마르틴 솔리 (eds.), The Sociolinguistics of Language Education in International Contexts, 피터 랑, pp. 31–46.
16. ↑  Earlie, Paul (2021). 《Derrida and the Legacy of Psychoanalysis》. Oxford University Press. doi:10.1093/oso/9780198869276.001.0001. ISBN 978-0-19-886927-6.
17. ↑  "Deconstruction in Music – The Jacques Derrida", 게르트 자허 인카운터, 로테르담, 네덜란드, 2002.
18. ↑  예: "도리스 살세도", 파이돈 (2004), "한스 하케", 파이돈 (2000).
19. ↑  예: "현실의 귀환", 할 포스터, 옥토버 – MIT Press (1996); "뒤샹 이후 칸트", 티에리 드 뒤브, 옥토버 – MIT Press (1996); "네오 아방가르드와 문화 산업 – 1955년부터 1975년까지의 유럽 및 미국 예술에 대한 에세이", 벤자민 H. D. 부흘로, 옥토버 – MIT Press (2000); "영구 재고", 로잘린드 E. 크라우스, 옥토버 – MIT Press, 2010.
20. 1 2 3 4  칸델, 조나단 (2004년 10월 10일). “자크 데리다, 난해한 이론가, 74세로 사망”. 《뉴욕 타임스》.
21. 1 2 3 4  Lawlor, Leonard. "Jacques Derrida". Stanford Encyclopedia of Philosophy. plato.stanford.edu. 2006년 11월 22일; 마지막 수정 2016년 10월 6일. 2017년 5월 20일 검색.
22. ↑  Peeters (2013), pp. 12–13.Jackie was born at daybreak, on 15 July 1930, at El Biar, in the hilly suburbs of Algiers, in a holiday home. [...] The boy's main forename was probably chosen because of Jackie Coogan ... When he was circumcised, he was given a second forename, Elie, which was not entered on his birth certificate, unlike the equivalent names of his brother and sister.
 See also Bennington, Geoffrey (1993). 《Jacques Derrida》. The University of Chicago Press. 325쪽.1930 Birth of Jackie Derrida, July 15, in El-Biar (near Algiers, in a holiday house).
23. ↑  Powell (2006), p. 11.
24. ↑  Bennington (1991), p. 325.
25. ↑  Peeters (2013), p. 3.
26. ↑  Peeters (2013), p. 2.
27. ↑  “Jacques Derrida: The Last Interview” (PDF). 《Studio Visit》. November 2004 [First published 2004년 8월 10일 in Le Monde]. 2009년 3월 5일에 원본 문서 (PDF)에서 보존된 문서.저는 알제리 유대인의 엄청난 변화에 참여했습니다. 제 증조부모는 언어, 관습 등에서 여전히 아랍 문화와 동일시되었습니다. 크레미외 칙령 (1870) 이후, 19세기 말에 다음 세대는 부르주아지가 되었습니다.
28. 1 2  Powell (2006), p. 12.
29. ↑  가디언의 부고. 2007년 8월 2일 검색.
30. ↑  Cixous (2001), p. vii; 또한 데리다의 오랜 협력자 존 D. 카푸토와의 이 인터뷰 참조 보관됨 2005-05-24 - 웨이백 머신.
31. ↑  Peeters (2013), pp. 13.할례를 받을 때, 그는 형제자매들의 이름과는 달리 그의 출생 증명서에 기재되지 않은 엘리라는 두 번째 이름을 받았다.
 또한 Derrida, Jacques (1993). 〈Circumfession〉. 《Jacques Derrida》. The University of Chicago Press. 96쪽.'그래서 나는 그 이름을 지니지 않고, 기록하지도 않은 채 (12-23-76)' 예언자 엘리, 영어로는 엘리야의 이름을 지녔다... 그래서 나는 공식 기록에 전혀 기록되지 않은 숨겨진 이름으로 향했다. 그것은 친삼촌 외젠 엘리아후 데리다의 이름과 같다...
32. 1 2 3 4 5  Derrida (1989) This Strange Institution Called Literature, pp. 35, 38–9.
33. 1 2 3 4  Alan D. Schrift (2006) Twentieth-Century French Philosophy: Key Themes and Thinkers, Blackwell Publishing, p. 120.
34. ↑  Marc Goldschmidt, Jacques Derrida : une introduction, 2003, p. 231.
35. ↑  《Derrida: A Biography》. John Wiley & Sons. 2013년 8월 27일. ISBN 9780745663029.
36. ↑  Caputo (1997), p. 25.
37. ↑  Bennington (1991), p. 330.
38. 1 2  Powell (2006), pp. 34–5.
39. 1 2  Powell (2006), p. 58.
40. ↑  레슬리 힐, 케임브리지 대학 출판부, 자크 데리다 입문: 케임브리지 대학 출판부, 2007, p. 55.
41. ↑  자크 데리다와 제프리 베닝턴, Jacques Derrida, 시카고: 시카고 대학교 출판부, 1994, p. 331
42. 1 2  Powell (2006), p. 145.
43. ↑  자크 데리다 – 에디시옹 드 미뉘
44. ↑  "부고: 자크 데리다", 데렉 애트리지와 토마스 볼드윈, 가디언, 2004년 10월 11일. 2010년 1월 19일 검색.
45. ↑  American Academy of Arts & Sciences (1985). 《Members Elected May 8, 1985》. 《Records of the Academy》. 51쪽. JSTOR 3785759.
46. ↑  Derrida, Jacques. “Letter from Jacques Derrida to Ralph J. Cicerone, then Chancellor of UCI.”. 《jacques-derrida.org》. 2010년 5월 23일에 원본 문서에서 보존된 문서. 2010년 5월 23일에 확인함.
47. ↑  파르항 에르파니 (2007년 2월 15일). “UC 어바인, 데리다 개인 문서 소송 취하”. 2012년 5월 20일에 원본 문서에서 보존된 문서.
48. ↑  자크 데리다, 유럽 대학원 / EGS 미디어 철학 전 교수.
49. ↑  “데리다 명예 학위에 대한 편지, 재검토”. 2018년 9월 3일에 확인함.
50. ↑  IMDb 틀:Full citation needed
51. ↑  IMDb 틀:Full citation needed
52. ↑  Brennan, Eugene (2017). 《Pourquoi la guerre aujourd'hui? by Jean Baudrillard, Jacques Derrida (review)》. 《French Studies: A Quarterly Review》 71. 449쪽. doi:10.1093/fs/knx092. Project MUSE 666299. |id=에 templatestyles stripmarker가 있음(위치 1) (도움말)
53. ↑  “빈센트 B. 리치, 장 보드리야르와 자크 데리다의 Pourquoi la Guerre Aujourd'hui? 검토”. 《Critical Inquiry》. 2021년 3월 28일에 원본 문서에서 보존된 문서.
54. ↑  "자크 데리다 사망; 해체주의 철학자", 워싱턴 포스트, 2004년 10월 9일. 2012년 5월 9일 검색.
55. ↑  Peeters, Benoît (2013). Derrida: A Biography. Translated by Andrew Brown. Cambridge: Polity Press. p. 540
56. 1 2  “하이델베르크 대학교, 자크 데리다의 죽음을 애도하다”. 2004년 10월 12일. 2016년 3월 4일에 원본 문서에서 보존된 문서.
57. 1 2  Derrida (1988) Afterword, pp. 130–31.
58. ↑  Derrida (1989) This Strange Institution Called Literature, p. 54: 일부 사람들이 믿거나 믿게 만들려 하는 것과는 달리, 저는 저 자신을 매우 역사가적이고 매우 역사주의적이라고 생각합니다 [...] 탈구축은 매우 "역사가적인" 태도를 요구합니다 (예를 들어, 『그라마톨로지에 관하여』는 처음부터 끝까지 역사서입니다).
59. 1 2 3 4  로스 벤자민 (2004년 11월 24일). “데리다에 대한 적대적인 부고”. 《더 네이션》.
60. ↑  Derrida (1992) Cambridge Review, pp. 404, 408–13.
61. ↑  Derrida (1976) Where a Teaching Body Begins, English translation 2002, p. 72.
62. ↑  Derrida, Jacques (1993). 《Spectres of Marx》 (프랑스어). 92쪽.
63. 1 2  니콜라스 로일 (2004), 자크 데리다, pp. 62–63.
64. ↑  Derrida and Ferraris (1997), p. 76:
저는 언어와 수사학의 문제에 큰 관심을 가지고 있으며, 그것들이 엄청난 고려를 받을 자격이 있다고 생각합니다. 하지만 최종적인 판단 권위가 수사적이거나 언어적이지 않고, 심지어 담론적이지도 않은 지점이 있습니다. 흔적 또는 텍스트의 개념은 언어적 전회의 한계를 표시하기 위해 도입되었습니다. 이것이 제가 '언어'보다는 '흔적'에 대해 이야기하는 것을 선호하는 또 다른 이유입니다. 첫째, 흔적은 인류학적이지 않습니다. 그것은 전언어적입니다. 그것은 언어의 가능성이며, 다른 것과의 관계 또는 다른 것과의 관계가 있는 곳이라면 어디에나 있습니다. 그러한 관계를 위해 흔적은 언어를 필요로 하지 않습니다.
65. ↑  Saussure, Ferdinand de (1916). 《Course in General Linguistics》. New York: New York Philosophical Library. 121–22쪽. 2019년 7월 31일에 원본 문서에서 보존된 문서. 2011년 12월 10일에 확인함. 
언어에는 오직 차이만이 존재한다. 더욱 중요한 것은: 차이는 일반적으로 차이가 설정되는 긍정적인 용어를 함축한다. 그러나 언어에는 긍정적인 용어가 없는 오직 차이만이 존재한다. 우리가 기의나 기표를 취하든, 언어는 언어 시스템 이전에 존재했던 관념이나 소리를 가지고 있지 않으며, 오직 시스템에서 나온 개념적, 음성적 차이만을 가지고 있다. 기호가 담고 있는 관념이나 음성적 실체는 그것을 둘러싼 다른 기호들보다 덜 중요하다. [...] 언어 시스템은 소리의 차이들의 연속과 생각의 덩어리에서 잘라낸 수많은 잘라낸 것들의 연속이 결합된 것이다. 그러나 특정 수의 음향적 기호들과 그만큼 많은 생각의 덩어리에서 잘라낸 것들을 짝짓는 것은 가치 시스템을 발생시킨다.
66. 1 2  Derrida (1967) Of Grammatology, Part II: "Introduction to the "Age of Rousseau," section 2 "...That Dangerous Supplement...", title "The Exorbitant. Question of Method", pp. 158–59, 163.
67. 1 2  Derrida (1988) Afterword, p. 136.
68. ↑  Reilly, Brian J. (2005) Jacques Derrida, in Kritzman (2005), p. 500.
69. ↑  카워드, 해럴드 G. (1990) 데리다와 인도 철학, pp. 83, 137.
70. ↑  Pidgen, Charles R. (1990) On a Defence of Derrida, in The Critical review (1990), Issues 30–32, pp. 40–41.
71. ↑  Sullivan, Patricia (2004), 자크 데리다 사망; 해체주의 철학자, in 워싱턴 포스트, 2004년 10월 10일, p. C11. 2007년 8월 2일 검색.
72. ↑  Glendinning, Simon (2011). 《Jacques Derrida: A Very Short Introduction》. Oxford University Press.
73. ↑  이 논문은 결국 1990년에 "후설 철학의 발생 문제"("Le problème de la genèse dans la philosophie de Husserl")라는 제목으로 출판되었다. 영어 번역: The Problem of Genesis in Husserl's Philosophy (2003).
74. ↑  Banham, Gary (2005년 1월 1일). 《자크 데리다의 후설 철학 발생 문제》. 《영국 현상학 학회지》 36. 99–101쪽. doi:10.1080/00071773.2005.11007469. ISSN 0007-1773. S2CID 170686297.
75. ↑  J. Derrida (1967), 앙리 론세와의 인터뷰, p. 5.
76. ↑  Jacques Derrida, "Structure, Sign, and Play in the Discourse of the Human Sciences," in Writing and Difference, trans. Alan Bass (Chicago: University of Chicago Press, 1978), p. 278.
77. ↑  
...우리가 이야기하는 단절 이전에 구조라는 개념의 전체 역사는 중심의 중심을 대체하는 일련의 과정으로, 중심의 결정의 연결된 사슬로 이해되어야 한다. 연속적으로, 그리고 규제된 방식으로, 중심은 다른 형태나 이름을 받는다. 형이상학의 역사는 서양의 역사와 마찬가지로 이러한 은유와 환유의 역사이다. 그 모형은... 이 단어의 모든 의미에서 존재를 현존으로 결정하는 것이다. 에이도스, 아르케, 텔로스, 에네르게이아, 우시아 (본질, 존재, 실체, 주체), 알레테이아, 초월성, 의식, 신, 인간 등 근본, 원리, 또는 중심과 관련된 모든 이름은 항상 불변의 현존을 지칭해 왔음을 보여줄 수 있다.— "구조, 기호, 그리고 유희" in 『글쓰기와 차이』, p. 353.
78. ↑  Smith, David Woodruff (2018), 〈Phenomenology〉,   Zalta, Edward N., 《The Stanford Encyclopedia of Philosophy》 Summer 2018판, Metaphysics Research Lab, Stanford University, 2021년 6월 20일에 확인함
79. ↑  Poythress, Vern S. (2012년 5월 31일). “Philosophical Roots of Phenomenological and Structuralist Literary Criticism”. 《존 프레임 & 번 포이트레스의 작품》. 2021년 6월 20일에 확인함.
80. ↑  Jacques Derrida, "'Genesis' and 'Structure' and Phenomenology," in Writing and Difference (London: Routledge, 1978), paper originally delivered in 1959 at Cerisy-la-Salle, and originally published in Gandillac, Goldmann & Piaget (eds.), Genèse et structure (The Hague: Morton, 1964), p. 167:

이 모든 공식화는 서로 환원 불가능한 다양한 유형의 발생과 구조: 세속적 발생과 초월적 발생, 경험적 구조, 에이도스적 구조, 그리고 초월적 구조 사이의 초기 구별 덕분에 가능해졌다. 다음과 같은 역사-의미론적 질문을 스스로에게 던지는 것: "후설적 분화가 나올 수 있고 이해될 수 있는 일반적인 발생이라는 개념은 무엇을 의미하며, 그것은 항상 무엇을 의미해 왔는가? 후설이 경험적, 에이도스적, 초월적 차이를 구별하고 작동시키는 일반적인 구조라는 개념은 무엇을 의미하며, 그것은 이동하는 동안 항상 무엇을 의미해 왔는가? 그리고 발생과 구조 일반 사이의 역사-의미론적 관계는 무엇인가?"는 단순히 선행하는 언어적 질문을 던지는 것이 아니다. 그것은 초월적 환원이 가능하고 그 자체로 동기가 부여되는 역사적 기반의 통일성에 대한 질문을 던지는 것이다. 그것은 초월적 자유가 스스로를 해방시켜 이 통일성의 기원을 드러내기 위해 벗어나는 세계의 통일성에 대한 질문을 던지는 것이다.
81. ↑  1959년에 데리다가 후설, 즉 현상학에 대해 이러한 발생과 구조의 문제를 다루었다면, "인문학 담론의 구조, 기호, 그리고 유희"(역시 『글쓰기와 차이』에 수록)에서는 레비스트로스와 구조주의자들에게 이 동일한 질문들을 다루었다. 이는 논문의 첫 줄(p. 278)에서 분명히 드러난다:

어쩌면 구조라는 개념의 역사에 "사건"이라고 불릴 수 있는 어떤 일이 일어났을지도 모른다. 이 의미심장한 단어가 구조적 또는 구조주의적 사유의 기능이 축소하거나 의심하는 의미를 내포하고 있지 않다면 말이다.

이 두 논문 사이에는 데리다의 철학적 기반이, 아니 어쩌면 철학을 넘어서는 그의 발걸음이 놓여 있다.
82. ↑  Derrida (1971), Scarpetta interview, quote from pp. 77–8:

만약 타자의 타자성이 제기된다면, 즉 제기될 뿐이라면, 예를 들어 의미가 부여된 '구성된 대상'이나 '정보를 받은 산물'의 형태로 동일하게 귀결되지 않는가? 이 관점에서 볼 때, 타자의 타자성은 어떤 경우에도 '제기될' 수 없는 것을 이 관계 속에 새겨 넣는다고 말할 수 있다. 이 점에서 내가 정의하는 새김은 단순한 위치가 아니다. 오히려 모든 위치가 그 자체로 혼란스러워지는 수단이다 (차연): 새김, 흔적, 텍스트이며 단지 논제나 주제-논제의 새김이 아니다.
83. ↑  데리다의 작업에 적용된 "기원의 결여"라는 구절에 대해서는 베르나르 스티글러, "Derrida and Technology: Fidelity at the Limits of Deconstruction and the Prosthesis of Faith," in 톰 코헨 (ed.) Jacques Derrida and the Humanities (캠브리지 & 뉴욕: 케임브리지 대학교 출판부, 2001) 참조. 스티글러는 데리다의 텍스트성과 새김에 대한 사유를 원초적 기술성이라는 관점에서 이해하며, 이 맥락에서 "원초적 글쓰기가 구성하는 기원의 원초적 결여" (p. 239)에 대해 이야기한다. 또한 스티글러, 기술과 시간, 1: 에피메테우스의 잘못 (스탠포드: 스탠퍼드 대학교 출판부, 1998) 참조.
84. ↑  이는 "발생"과 "구조"라는 두 개념을 불안정하게 만드는 원초적 순수성이라는 개념과 대립한다. cf. 로돌프 가셰, 『거울의 얼룩』(케임브리지, 매사추세츠, 런던: 하버드 대학교 출판부, 1986), p. 146:

그것은 구조적인 열림, 혹은 열림의 구조성이다. 그러나 이 각각의 개념은 서로를 배제한다. 따라서 그것은 구조이면서 동시에 열림이 아니며, 정적이면서 동시에 발생적이지 않고, 구조적이면서 동시에 역사적이지 않다. 그것은 발생적 관점이나 구조주의적, 분류학적 관점, 혹은 이 두 관점을 결합한 관점에서도 이해될 수 없다.

그리고 이 기원의 복잡성은 공간적일 뿐만 아니라 시간적이라는 점에 유의해야 한다. 이것이 바로 차연이 차이뿐만 아니라 지연이나 연기 문제인 이유이다. 후설과 관련하여 이 질문이 제기되는 한 가지 방식은 데리다가 『에드문트 후설의 기하학 기원: 서론』(1962)에서 제기하는 역사 현상학의 가능성 문제이다.
85. ↑  cf. Rodolphe Gasché, "Infrastructures and Systematicity," in 존 샐리스 (ed.), Deconstruction and Philosophy (Chicago & London: University of Chicago Press, 1987), pp. 3–4:

지금까지 데리다의 철학적 사상과의 생산적인 논의를 방해해 온 가장 지속적인 오해 중 하나는, 많은 철학자와 문학 비평가들이 공유하는 가정이다. 즉, 그 사상 내에서는 무엇이든 가능하다는 것이다. 데리다의 철학은 종종 논증의 모든 확립된 규칙, 사유의 전통적 요구사항, 해석 공동체에 구속되는 윤리적 기준을 노골적으로 무시하고 임의적인 자유 유희를 허용하는 것으로 해석된다. 의심할 여지 없이, 데리다의 일부 작품은 이 점에서 완전히 무고하지 않을 수 있으며, 비록 간접적으로나마 그러한 오해를 어느 정도 조장하는 데 기여했을 수 있다. 그러나 많은 사람들에게 데리다 사유의 내용과 스타일을 지칭하게 된 해체는, 심지어 피상적인 검토에도 잘 정돈된 절차, 수준 구별에 대한 예리한 인식을 바탕으로 한 단계별 논증 유형, 현저한 철저함과 규칙성을 드러낸다... 해체는, 우리가 주장하듯이, 철학적 논증과 그 체계적 해설의 성공적인 발전조차도 계속해서 괴롭히고 균열을 내는 이질적인 다양성 또는 비논리적 모순과 온갖 종류의 담론적 평등을 "설명"하려는 시도로 이해되어야 한다.
86. 1 2  Derrida (1967) 앙리 론세와의 인터뷰, pp. 4–5:[목소리와 현상]은 아마 제가 가장 좋아하는 에세이일 것입니다. 물론 저는 그것을 다른 두 작품 중 하나에 긴 주석으로 묶을 수도 있었을 것입니다. 『그라마톨로지에 관하여』는 그것을 언급하고 그 전개를 절약합니다. 하지만 고전적인 철학적 구조에서 『목소리와 현상』이 먼저 올 것입니다. 거기에는 서양의 전체 역사와 그 역사가 형이상학과 그 가장 현대적이고 비판적이며 경각심 있는 형태인 후설의 초월론적 현상학의 역사로 표현될 수 있는 것과의 관계에서 음성 특권과 음성 문자의 특권 문제가 법적으로 결정적인 것으로 보이는 지점에서 제기됩니다.
87. 1 2  Derrida (1967) 앙리 론세와의 인터뷰, p. 8.
88. 1 2  하이데거의 영향에 대해 데리다는 그의 "일본 친구에게 보내는 편지"(Derrida and différance, eds. 로버트 베르나스코니와 데이비드 우드)에서 "해체(déconstruction)"라는 단어가 그의 요구 사항과 일치하는 프랑스어 단어를 통해 하이데거의 용어인 Destruktion과 Abbau를 번역하고 재전유하려는 시도였다고 주장한다. 이 하이데거적 용어와의 관계는 니체적 용어인 "해체"보다 선택되었는데, 데리다가 하이데거의 철학 개혁에 대한 관심에 동의했기 때문이다.
89. ↑  Derrida, J. Violence and Metaphysics: An Essay on the Thought of Emmanuel Levinas, Writing and Difference. Chicago: University of Chicago. 97–192.
90. ↑  Caputo (1997), p. 42.
91. ↑  Of Grammatology, pp. 27–73의 언어학과 그라마톨로지.
92. 1 2  "제한된 경제에서 일반 경제로: 유보 없는 헤겔주의" in 『글쓰기와 차이』.
93. 1 2  "코기토와 광기의 역사" in 『글쓰기와 차이』.
94. ↑  Of Grammatology, pp. 101–140의 편지의 폭력: 레비스트로스에서 루소로.
95. ↑  『글쓰기와 차이』의 "인문학 담론의 구조, 기호, 그리고 유희"
96. ↑  Of Grammatology, pp. 83–86.
97. ↑  『글쓰기와 차이』의 "프로이트와 글쓰기의 현장".
98. ↑  "에드몽 자베스와 책의 문제" 그리고 『글쓰기와 차이』의 "엘립시스", pp. 64–78 and 295–300.
99. ↑  "La Parole soufflée" and "잔혹극과 재현의 폐쇄" in 『글쓰기와 차이』.
100. 1 2 3 4  Lamont, Michele (1987년 11월). 《지배적인 프랑스 철학자가 되는 법: 자크 데리다의 경우》 (PDF). 《미국 사회학 저널》 93. 584–622쪽. doi:10.1086/228790. JSTOR 2780292. S2CID 145090666.
101. 1 2 3  웨인 A. 보로디 보관됨 2011-11-02 - 웨이백 머신 (1998), pp. 3, 5, "고전 그리스 철학 전통과 관련하여 남근로고스 중심적 논증을 형상화하기". Nebula: 예술 및 과학 웹진, Vol. 13 (pp. 1–27).
102. ↑  엘렌 식수, 카트린 클레망 [1975] 『라 죈 느』.
103. ↑  Reynolds, Jack. “자크 데리다 (1930—2004)”. 《인터넷 철학 백과사전》. 2021년 6월 20일에 확인함.
104. ↑  스퍼진, 팀 (1997) 데리다의 "플라톤의 약국" 독자 가이드 보관됨 2011-02-24 - 웨이백 머신
105. ↑  Graff (1993).
106. 1 2  스벤 오베 한손 (2006). 《철학 학파》. 편집부. 《테오리아》 72. Part 1. 2006년 7월 18일에 원본 문서에서 보존된 문서. 2008년 2월 24일에 확인함.
107. ↑  Jones-Katz, Gregory (2016년 9월 30일). “탈구축: 미국 이야기”. 《보스턴 리뷰》.
108. ↑  Derrida (1989) Of Spirit, pp. vii-1.
109. ↑  Derrida (1989) Of Spirit, p. 1
110. ↑  Derrida (1989) Of Spirit, pp. 7, 11, 117–118.
111. ↑  Derrida (1989) Of Spirit, pp. 8–12.
112. ↑  Powell (2006), p. 167.
113. ↑  잭 레이놀즈, 조나단 로페 (2004) 데리다 이해하기, p. 49.
114. ↑  죽음의 선물, pp. 57–72.
115. ↑  Nicole Anderson, Derrida: Ethics Under Erasure, Publishing Plc, London, 2013
116. ↑  레너드 롤러, Derrida and Hume: The Basic Problem of Phenomenology, 인디애나 대학교 출판부, 2002, p. 211; 로버트 매글리올라, On Deconstructing Life-Worlds: Buddhism, Christianity, Culture, Scholars Press of American Academy of Religion, 1997; Oxford University Press, 2000, pp. 157–165; 니콜 앤더슨, Derrida: Ethics Under Erasure, Bloomsbury, 2012, p. 24.
117. ↑  Nussbaum, Martha C. (1990). 〈형식과 내용, 철학과 문학〉. 《사랑의 지식: 철학과 문학에 대한 에세이》 1판. 뉴욕: 옥스포드 대학교 출판부. 29쪽. ISBN 978-0195074857.[그는] 아리스토텔레스의 우정 이론이라는 주제로 미국 철학 협회에서 강연하기로 선택했다("Journal of Philosophy" 85 (1988), 632–44); 바바라 존슨의 "A World of Difference"(볼티모어, 1987)는 해체주의가 가치 있는 윤리적 및 사회적 기여를 할 수 있다고 주장한다; 그리고 일반적으로 윤리적 및 실천적인 것으로의 회귀가 있는 것 같다...
118. ↑  Rorty, R. (1995). Habermas, Derrida, and the functions of philosophy. Revue internationale de philosophie, 49(194 (4), 437–459.
119. ↑  Rorty, R. (1989). "Is Derrida a transcendental philosopher?". The Yale Journal of Criticism, 2(2), 207.
120. ↑  McCumber, J. (2000). Philosophy and Freedom: Derrida, Rorty, Habermas, Foucault. Indiana University Press.
121. ↑  B. L. Ettinger in conversation with Emmanuel Lévinas, "Que dirait Eurydice?" / "What would Eurydice Say?" (1991–93). Reprinted to coincide with Kabinet exhibition at Stedelijk Museum, Amsterdam. Paris: BLE Atelier, 1997. This is a reprint of Le féminin est cette différence inouïe (Livre d'artiste, 1994, and it includes the text of Time is the Breath of the Spirit, MOMA, Oxford, 1993). Reprinted in Athena: Philosophical Studies. Vol. 2, 2006.
122. ↑  The Other Heading, pp. 5–6.
123. ↑  Derrida (2008), 15.
124. ↑  Derrida (2002) Q&A session at Film Forum.
125. ↑  Derrida (2005) [1997]. 〈지식인들. 스스로 정의하려는 시도〉. 《페이퍼 머신》. 스탠퍼드 대학교 출판부. 39–40쪽. ISBN 978-0804746205.
126. ↑  Bennington (1991), p. 332.
127. ↑  Derrida (1991), "생각을 감시해야 할 '광기'", pp. 347–9.
128. ↑  Henley, Jon (2001년 2월 23일). “법정 아동 성관계에 대한 요구가 68운동의 거물들에게 되돌아오다”. 《가디언》 (파리). 2019년 11월 5일에 원본 문서에서 보존된 문서. 2019년 10월 20일에 확인함.'프랑스 법은 12세 및 13세 아동에게 판단 능력을 인정하고 처벌할 수 있다'고 사르트르와 드 보부아르, 미셸 푸코, 롤랑 바르트, 자크 데리다, 저명한 아동 심리학자 프랑수아즈 돌토, 작가 필립 솔레르, 알랭 로브-그리예, 루이 아라곤 등이 서명한 두 번째 청원에서 말했다. '그러나 아동의 정서적, 성적 삶에 관한 한 그러한 능력을 거부한다. 아동과 청소년이 원하는 사람과 관계를 가질 권리를 인정해야 한다.'
129. ↑  Powell (2006), p. 151.
130. ↑  Jacques Derrida, "'프로이트에게 정의를 행하다': 정신분석학 시대의 광기 역사," Resistances of Psychoanalysis (스탠포드: 스탠퍼드 대학교 출판부, 1998), pp. 70–71.
131. ↑  Derrida, Jacques. "No Apocalypse, Not Now (full speed ahead, seven missiles, seven missives)". Diacritics, 1984.
132. ↑  Peeters (2013), p. 234.
133. ↑  Peeters (2013), p. .
134. ↑  Gide's Les nourritures terrestres, book IV: «Familles, je vous hais! Foyers clos; portes refermées; possessions jalouses du bonheur.»
135. ↑  〈1991 Interview with 프랑수아 에발트 Wahn muß übers Denken wachen〉. 《Literataz》 (독일어). 번역 Werner Kolk. 1992. 1–2쪽. Quoted in Gunn, Olivia (2007). 《" Je ne suis pas de la famille " : Gide의 『부도덕자』와 Genet의 『도둑의 일기』에서 예외로서의 퀴어니스》 (PDF). 《Paroles gelées》 23. doi:10.5070/PG7231003173. ISSN 1094-7264 – eScholarship, California Digital Library 경유.
136. ↑  Pearson, Roger (2010년 5월 15일). 《스테판 말라르메》 (영어). Reaktion Books. 217쪽. ISBN 9781861897275.
137. ↑  Silverman, Hugh (2007년 봄). 《책임 추적하기: 메를로퐁티와 데리다 사이의 레비나스》. 《프랑스 철학 저널》 17. 88–89쪽  – ResearchGate 경유.
138. ↑  Dal Bo (2019).
139. ↑  Foucault, Michel, History of Madness, ed. Jean Khalfa, trans. Jonathan Murphy and Jean Khalfa (London: Routledge, 2006), pp. xxiv, 573.
140. 1 2  Carlo Ginzburg [1976], Il formaggio e i vermi, translated in 1980 as The Cheese and the Worms: The Cosmos of a Sixteenth-Century Miller, trans. Anne Tedeschi (Baltimore: Johns Hopkins University Press), xviii. ISBN 978-0-8018-4387-7
141. ↑  “데리다 세미나 번역 프로젝트”. Derridaseminars.org. 2012년 10월 21일에 확인함.
142. ↑  “데리다 세미나 번역 프로젝트”. Derridaseminars.org. 2014년 1월 1일에 확인함.
143. ↑  “사랑스러운 루턴”. Hydra.humanities.uci.edu. 2012년 10월 21일에 확인함.
144. ↑  목소리와 현상, 서론.
145. ↑  그라마톨로지에 관하여, Part I.1.
146. ↑  Poster (2010), pp. 3–4, 12–13.
147. ↑  Derrida [1982] Excuse me, but I never said exactly so: Yet Another Derridean Interview 보관됨 2016-04-13 - 웨이백 머신, with Paul Brennan, On the Beach (Glebe NSW, Australia). No.1/1983: p. 42.
148. ↑  Derrida (1972) Signature Event Context.
149. ↑  코라 L 워크스: 자크 데리다와 피터 아이젠먼.
150. ↑  (나더 엘-비즈리, 2004, 2011)
151. ↑  (나더 엘-비즈리, 2018)
152. ↑  (나더 엘-비즈리, 2001, 2004, 2011, 2015)
153. ↑  El-Bizri, Nader (2011). 《존재하다가 집에 있다: 하이데거의 거주에 대한 성찰》. 《환경, 공간, 장소》 3. 47–71쪽. ISBN 978-606-8266-01-5.
154. ↑  El-Bizri, Nader (2015). 《이 논문은 하이데거 사상에서 거주 현상을 탐구합니다》. 《바베시-볼야이 대학교 연구 - 철학》 60. 5–29쪽.
155. ↑  El-Bizri, Nader (2018). 〈우리 시대의 장소와 공간의 현상학〉. 《실재 및 가상 공간의 현상학》. 123–143쪽. doi:10.4324/9781315106267-9. ISBN 978-1-315-10626-7. S2CID 211958974.
156. ↑  Spivak, 가야트리 차크라보르티 스피박 (1995). 《유령 글쓰기》. 《다이어크리틱스》 25. 64–84쪽. doi:10.2307/465145. JSTOR 465145.
157. ↑  Jacques Derrida (2008). 〈10장: 마르크스와 아들들〉.   Sprinker, Michael. 《유령 같은 경계: 자크 데리다의 "마르크스의 유령들" 심포지엄》. 런던: 베르소. 223쪽. ISBN 9781844672110.
158. ↑  Terry Eagleton (2008). 〈5장: 마르크스 없는 마르크스주의〉.   Sprinker, Michael. 《유령 같은 경계: 자크 데리다의 "마르크스의 유령들" 심포지엄》. 런던: 베르소. 83–87쪽. ISBN 9781844672110.
159. ↑  가버, 뉴턴 (1991). 《데리다의 언어 게임》. 《토포이》 10. 187–98쪽. doi:10.1007/BF00141339. S2CID 143791006.
160. ↑  "진실과 결과: 자크 데리다를 이해하는 방법," 『뉴 리퍼블릭』 197:14 (1987년 10월 5일).
161. ↑  J. E. D'Ulisse, 데리다 (1930–2004), 뉴 파르티잔, 2004년 12월 24일. 보관됨 2016-03-10 - 웨이백 머신
162. ↑  Rorty, Richard. Contingency, Irony, and Solidarity. Cambridge: Cambridge University Press, 1989. ISBN 0-521-36781-6. Ch. 6: "From ironist theory to private allusions: Derrida".
163. ↑  “자크 해체하기”. 《가디언》. 2004년 10월 12일.
164. ↑  Chomsky, Noam (2012년 8월). “포스트모더니즘?”. 《ZCommunications》. 2014년 9월 27일에 확인함.
165. ↑  Paul R. Gross and Norman Levitt, Higher Superstition: The Academic Left and Its Quarrels With Science (Baltimore: Johns Hopkins University Press, 1994).
166. ↑  배리 스미스 외, "케임브리지 대학교의 데리다 명예 박사 학위 수여에 반대하는 공개 서한," 더 타임스 [런던], 1992년 5월 9일 .
167. ↑  존 롤링스 (1999) 자크 데리다: 서론 at 스탠퍼드 대학교
168. ↑  Richmond, Sarah (1996년 4월). 《데리다와 분석 철학: 언어 행위와 그 힘》. 《유럽 철학 저널》 4. 38–62쪽. doi:10.1111/j.1468-0378.1996.tb00064.x.
169. ↑  “휴 멜러 교수 부고”. 《타임스》. 2020년 6월 29일.
170. ↑  Derrida, Jacques (1995). 〈'호노리스 카우사: "이것 또한 매우 재미있다{"'}〉. 《포인트...: 인터뷰, 1974–1994》 1판. 뉴욕: 스탠퍼드 대학교 출판부. 409–413쪽. ISBN 978-0810103979.만약 "나의" 작품, 특정 개인의 고립된 연구에 관한 문제였다면 이런 일은 일어나지 않았을 것이다. 실제로 이러한 비난의 폭력성은 비난받는 작품이 전체 진행 중인 과정의 일부라는 사실에서 비롯된다. 여기서 전개되는 것과 그것이 필연적으로 불러일으키는 저항은 개인적인 "작품"에만 국한될 수 없으며, 학문 분야나 심지어 학술 기관에도 국한될 수 없다. 특히 한 세대에만 국한되지도 않는다. 우리 동료 중 일부를 불안하게 만들 정도로 학생들과 젊은 교사들의 적극적인 참여가 그들이 저와 제 작품을 공격할 때 인용하는 중용의 감각과 학술 규칙을 잃게 만드는 경우가 많다.

이 작품이 그들에게 그렇게 위협적으로 보이는 이유는 단순히 기이하거나 이상하거나 이해할 수 없거나 이국적이기 때문이 아니라 (이는 그들이 쉽게 처리할 수 있게 할 것이다), 제가 스스로 희망하듯이, 그리고 그들이 인정하는 것 이상으로 믿듯이, 유능하고 엄밀하게 논증되었으며, 지배적인 여러 담론의 근본 규범과 전제, 그들의 많은 평가의 근간이 되는 원칙, 학술 기관의 구조, 그리고 그 안에서 진행되는 연구를 재검토하는 데 설득력이 있기 때문이다. 이러한 종류의 질문은 지배적인 담론의 규칙을 수정하고, 대학 현장을 정치화하고 민주화하려 시도한다. ...

요컨대, "예외적인 폭력", 강박적인 "잔혹성", 그리고 "공격"의 "과장"에 대한 질문에 답하자면, 이러한 비평가들이 저의 경우 철학자들이 의문을 제기하고 무엇보다 완화해야 할 일종의 강박적인 인격 숭배를 조직하고 실행한다고 말할 것이다.
171. ↑  리처드 울린, MIT 출판사판 서문: 누락된 텍스트에 대한 주석. R. Wolin (ed.) The Heidegger Controversy: A Critical Reader. 케임브리지, 매사추세츠: MIT 출판사. 1993, p. xiii. ISBN 0-262-73101-0.
172. ↑  토마스 쉬한 (1993년 2월 11일). “'데리다 사건'”. 편지. 《뉴욕 리뷰 오브 북스》. and 엘렌 식수;  외. (1993년 4월 22일). “'데리다 사건': 또 다른 교환”. 편지. 《뉴욕 리뷰 오브 북스》.
173. ↑  Derrida, "지식인과 언론의 작업 (나쁜 예: 뉴욕 리뷰 오브 북스 사의 사업 방식)", 책 포인트... (1995; ISBN 0-226-14314-7에 대한 각주 참조, 여기)에 게재 (또한 [1992] 프랑스어 버전 Points de suspension: entretiens (ISBN 0-8047-2488-1) 여기 참조).
174. ↑  포인트, p. 434.
175. ↑  아나벨 게레로 멘데스 (2004년 10월 21일). “자크 데리다, 프랑스 지성, 74세로 10월 8일 사망”. 부고. 《디 이코노미스트》.
176. ↑  요한 하리 (2004년 10월 13일). “내가 데리다를 애도하지 않을 이유”. 《디 인디펜던트》.
177. ↑  조나단 쿨러 (2008년 1월 24일). 《왜 탈구축이 여전히 중요한가: 조나단 쿨러와의 대화》. 《코넬 크로니클》.  인터뷰어: 폴 소여. 2008년 9월 4일에 원본 문서에서 보존된 문서.
178. ↑  Taylor, Mark C. (2004년 10월 14일). “데리다가 진정으로 의미했던 것”. 《뉴욕 타임스》. 2024년 1월 7일에 확인함.

## 참고 문헌
- 제프리 베닝턴 (1991). 자크 데리다, 시카고 대학교 출판부. Curriculum vitae 절, pp. 325–36. 발췌. ISBN 9780226042626
- 카푸토, 존 D. (ed.) (1997). <간략한 해체: 자크 데리다와의 대화>. 뉴욕: 포드햄 대학교 출판부. 빌라노바 대학교, 1994년 10월 3일 자크 데리다와의 라운드테이블 토론 녹취록 (여기 - 웨이백 머신 (보관됨 2006-09-01)에서도 확인 가능). 카푸토의 해설 포함.
- 식수, 엘렌 (2001). <젊은 유대인 성자로서의 자크 데리다의 초상화> (영어판, 뉴욕: 컬럼비아 대학교 출판부, 2004). OCLC 1025139739 , 265430083  및 448343513
- 달 보, 페데리코 <탈무드 해체하기> 라우틀리지 2019. ISBN 978-1138208223
- 데리다 (1967): 앙리 론세와의 인터뷰, <입장들> (영어판, 시카고 & 런던: 시카고 대학교 출판부, 1981)에 재수록.
- 데리다 (1971): 기 스카르페타와의 인터뷰, <입장들> (영어판, 시카고 & 런던: 시카고 대학교 출판부, 1981)에 재수록.
- 데리다 (1976). <가르침의 몸이 시작되고 끝나는 곳>, <누가 철학을 두려워하는가?>에 재수록.
- 데리다 (1988). 후기: 논의 윤리를 향하여, <유한회사> 영어 번역본에 출판됨.
- 데리다 (1989). <문학이라 불리는 이 이상한 제도>, <문학 행위> (1991)에 실린 인터뷰, pp. 33–75
- 데리다 (1990). 다시 처음부터: 철학의 권리에 대하여, 1990년 11월 15일 리베라시옹을 위한 로베르 마조리(Robert Maggiori)와의 인터뷰, <포인트...: 인터뷰, 1974–1994> (1995)에 재수록.
- 데리다 (1991). "생각을 감시해야 할 '광기'", 1991년 3월 르 마가진 리테레르를 위한 프랑수아 에발트와의 인터뷰, <포인트...: 인터뷰, 1974–1994> (1995)에 재수록.
- 데리다 (1992). <케임브리지 리뷰> 113, 1992년 10월 데리다 인터뷰. <포인트...: 인터뷰, 1974–1994> 스탠퍼드 대학교 출판부 (1995)에 재수록, '명예 학위: "이것 또한 매우 웃긴다"'로 재명명, pp. 399–421. 발췌.
- 데리다 (1993). 마르크스의 유령들.
- 데리다 외 (1994): “인문학과 철학 학문"/"인문학과 철학 학문” (라운드테이블 토론). 2019년 10월 25일에 원본 문서에서 보존된 문서. Surfaces Vol. VI.108 (v.1.0A – 1996년 8월 16일) – ISSN 1188-2492. 자크 데리다의 1994년 4월에 개최된 제1회 인문학 담론 국제 학술회의 기여. 이후 <윤리, 제도, 그리고 철학의 권리> (2002)에 재수록.
- 데리다와 페라리스 (1997). "나는 비밀을 좋아한다", 1993–1995년 마우리치오 페라리스와 조르조 바티모와의 대화, 데리다와 페라리스 (2001) 비밀을 향한 맛, 지아코모 도니스 번역.
- 데리다 (1997): 인터뷰 Les Intellectuels: tentative de définition par eux-mêmes. Enquête, 잡지 Lignes 특별호, 32 (1997): 57–68에 게재, <페이퍼 머신> (2001)에 재수록, 데리다 (2005) <페이퍼 머신>에 Intellectuals. Attempt at Definition by Themselves. Survey로 영어 번역.
- 데리다 (2002): 필름 포럼, 뉴욕시, 2002년 10월 23일 Q&A 세션, 길 코프만 녹취. 커비 딕, 에이미 지어링 코프만, 자크 데리다 (2005)에 게재. 데리다: 시나리오와 영화에 대한 에세이.
- 그라프, 제럴드 (1993). 이성이 문제인가? in 미국 철학 학회 회보, 137, no. 4, 1993, pp. 680–88.
- 크리츠만, 로렌스 (2005). 20세기 프랑스 사상 콜럼비아 역사, 컬럼비아 대학교 출판부.
- 매키, 루이스 (1984) 및 설의 답변 포함. 해체에 대한 교환, in 뉴욕 리뷰 오브 북스, 1984년 2월 2일.
- 엘-비즈리, 나더, "Qui-êtes vous 코라?: 플라톤의 티마이오스 받기", Existentia Meletai-Sophias 11 (2001), pp. 473–490.
- 엘-비즈리, 나더, "ON KAI KHORA: 소피스트와 티마이오스 사이에 하이데거 배치하기," Studia Phaenomenologica 4 (2004), pp. 73–98.
- 피터스, 브누아 (2013). 데리다: 전기. 앤드류 브라운 번역. 케임브리지: 폴리티 프레스. ISBN 978-0-7456-6302-9 OCLC 980688411, 844437566 및 818721033
- 파월, 제이슨 (2006). 자크 데리다: 전기. 런던 및 뉴욕: 컨티뉴엄.
- 포스터, 마크 (1988). 비판 이론과 포스트구조주의: 맥락을 찾아서, 서론: 이론과 맥락 문제.
- 포스터, 마크 (2010). 매클루한과 미디어의 문화 이론, MediaTropes eJournal, Vol. II, No. 2 (2010): 1–18.
- 설 (1983). 뒤집힌 단어, in 뉴욕 리뷰 오브 북스, 1983년 10월.
- 설 (2000). 현실 원칙: 존 R. 설과의 인터뷰. Reason.com. 2000년 2월호. 2010년 8월 30일 검색.

## 더 읽을거리
- 살몬, 피터 (2020) 아마도 사건: 자크 데리다 전기. 런던: 베르소. ISBN 9781788732802

### 입문서
- Christopher Johnson (1993, 2009), 《System and Writing in the Philosophy of Jacques Derrida》, 케임브리지 대학교 출판부, doi:10.1017/CBO9780511553950, ISBN 978-0-511-55395-0 , 위키데이터 Q122766403
- 아델만, 댄 (2010) "데리다 장르 이론 탈구축하기" (PDF)
- 데콩브, 뱅상 (1980) 현대 프랑스 철학.
- 도이처, 페넬로페 (2006) 데리다 읽는 법 (ISBN 978-0-393-32879-0).
- 마크 둘리와 리암 카바나 (2007) 데리다 철학, 런던: 아쿠멘 프레스, 2006; 몬트리올: 맥길-퀸즈 대학교 출판부.
- 제임슨, 프레드릭 (1972) <언어의 감옥>.
- 렌트리키아, 프랭크 (1980) <신 비평 이후>.
- 모아티 라울 (2009), 데리다/설, 해체와 일상 언어
- 노리스, 크리스토퍼 (1987) 데리다 (ISBN 0-674-19823-9).
- 토마스, 마이클 (2006) 데리다의 수용: 번역과 변형.
- 와이즈, 크리스토퍼 (2009) 데리다, 아프리카, 중동.

### 기타 작품
- 아감벤, 조르조. "파르데스: 잠재성의 글쓰기," 조르조 아감벤, 잠재성: 철학 에세이 모음집, 대니얼 헬러-로아젠 편 및 번역, 스탠퍼드, 캘리포니아: 스탠퍼드 대학교 출판부, 2005. 205–19.
- 베어즈워스, 리처드, 데리다와 정치 (ISBN 0-415-10967-1).
- 크리칠리, 사이먼, 《해체 윤리: 데리다와 레비나스, 3판》. 에든버러: 에든버러 대학교 출판부. 2014. ISBN 9780748689323.
- 디 만, 폴, "맹목의 수사학: 자크 데리다의 루소 읽기," 폴 디 만, 맹목과 통찰: 현대 비평의 수사학에 대한 에세이, 2판, 미니애폴리스: 미네소타 대학교 출판부, 1983. 102–41.
- 파브리, 로렌초. "예외의 연대기적 위상. 아감벤과 데리다, 수용소 이전", "다이어크리틱스", 39권, 3호 (2009): 77–95.
- 푸코, 미셸, "내 몸, 이 종이, 이 불," 미셸 푸코, 광기의 역사, 장 칼파 편, 조나단 머피와 장 칼파 번역, 런던: 라우틀리지, 2006. 550–74.
- 프라데, 피에르-알렉상드르, Derrida-Bergson. Sur l'immédiateté, 에르망, 파리, "에르망 철학" 총서, 2014. ISBN 9782705688318
- 가셰, 로돌프, <차이의 발명: 자크 데리다에 대하여>.
- 골드슈미트, 마르크, Une langue à venir. Derrida, l'écriture hyperbolique 파리, Lignes et Manifeste, 2006. ISBN 2-84938-058-X
- 하버마스, 위르겐, "기원의 시간화된 철학을 넘어서: 자크 데리다의 음성중심주의 비판," 위르겐 하버마스, 근대성의 철학적 담론: 12강, 프레드릭 G. 로렌스 번역, 케임브리지, 매사추세츠: MIT 출판부, 1990. 161–84.
- 해글런드, 마틴, <급진적 무신론: 데리다와 삶의 시간>, 스탠퍼드, 캘리포니아: 스탠퍼드 대학교 출판부, 2008.
- 하마허, 베르너, Lingua amissa, 부에노스아이레스: Miño y Dávila editores, 2012.
- 키어런스, 케네스 (1997). 《탈구축 너머》 (PDF). 《아니무스》 2. ISSN 1209-0689. 2016년 3월 4일에 원본 문서 (PDF)에서 보존된 문서. 2011년 8월 17일에 확인함.
- 코피치, 마리오, Izazovi post-metafizike, 스렘스키 카를로브치 – 노비 사드: 이즈다바츠카 크니자르니차, 2007. (ISBN 978-86-7543-120-6)
- 코피치, 마리오, Nezacjeljiva rana svijeta, 자그레브: 안티바르바루스, 2007. (ISBN 978-953-249-035-0)
- 르웰린, 존, <데리다: 감각의 문턱에서>, 런던: 매크밀런, 1986.
- 르웰린, 존, Appositions – of Jacques Derrida and Emmanuel Levinas, 블룸잉턴: 인디애나 대학교 출판부, 2002.
- 르웰린, 존, <종교의 여백: 키르케고르와 데리다 사이에서>, 블룸잉턴: 인디애나 대학교 출판부, 2009.
- 매키, 루이스, "베들레헴을 향해 구부러지다: 신학에서의 해체적 전략," Anglican Theological Review, 65권, 3호, 1983년 7월. 255–272.
- 매키, 루이스, "더 나은 신념의 지식" 루이스 매키, <오랜 논쟁 계속: 철학과 문학의 고통스러운 결혼>, 랜햄, 대학교 출판부 아메리카, 2002. 219–240 (ISBN 978-0761822677).
- 매글리올라, 로버트, <데리다 치유>, 라파예트: 퍼듀 대학교 출판부, 1984; 1986; 2000 재판 (ISBN 0-911198-69-5). (불교학 및 비교 철학 분야에서 매우 활발한 연구 영역이 된 데리다 해체론과 불교 철학, 특히 중관 불교 및 선 불교 철학의 비교를 시작했다.)
- 매글리올라, 로버트, <삶의 세계 해체하기: 불교, 기독교, 문화>, 애틀랜타: 스콜라즈 P, 미국 종교학회, 1997; 옥스퍼드: 옥스퍼드 대학교 출판부, 2000 (ISBN 0-7885-0296-4). (데리다 사상과 불교의 비교를 더 발전시킨다.)
- 마더, 마이클, <사물의 사건: 데리다의 탈구축적 실재론>, 토론토: 토론토 대학교 출판부, 2009. (ISBN 0-8020-9892-4)
- 밀러, J. 힐리스, <데리다를 위하여>, 뉴욕: 포드햄 대학교 출판부, 2009.
- 무프, 샹탈 (ed.), <탈구축과 실용주의>, 사이먼 크리칠리, 에르네스토 라클라우, 리처드 로티, 데리다의 에세이 수록.
- 박진영 (ed.), <불교와 해체>, 랜햄: 로랜드 앤 리틀필드, 2006 (ISBN 978-0-7425-3418-6; ISBN 0-7425-3418-9). (수록된 논문 중 일부는 데리다와 불교 사상을 구체적으로 다룬다.)
- 라파포트, 허먼, <후기 데리다> (ISBN 0-415-94269-1).
- 로티, 리처드, "아이러니스트 이론에서 사적 암시로: 데리다," 리처드 로티, <우연성, 아이러니, 그리고 연대>, 케임브리지: 케임브리지 대학교 출판부, 1989. 121–37.
- 로스, 스티븐 데이비드, <삶을 위한 데리다 배신하기>, 아트로포스 프레스, 2013.
- 루디네스코, 엘리자베스, <격동의 시대의 철학: 캉길렘, 사르트르, 푸코, 알튀세르, 들뢰즈, 데리다>, 컬럼비아 대학교 출판부, 뉴욕, 2008.
- 샐리스, 존 (ed.), <탈구축과 철학>, 로돌프 가셰, 존 D. 카푸토, 로버트 베르나스코니, 데이비드 우드, 데리다의 에세이 수록.
- 샐리스, 존 (2009). 《철학의 벼랑》. 시카고 대학교 출판부. ISBN 978-0-226-73431-6.
- 살비올리, 마르코, Il Tempo e le Parole. Ricoeur e Derrida a "margine" della fenomenologia, ESD, 볼로냐 2006.
- 스미스, 제임스 K. A., <자크 데리다: 살아있는 이론>.
- 스프링커, 마이클 (ed.). <유령의 경계: 자크 데리다의 『마르크스의 유령들』 심포지엄>, 런던 및 뉴욕: 베르소, 1999; 2008 재판. (데리다의 답변 "마르크스와 아들들" 포함.)
- 스티글러, 베르나르, "데리다와 기술: 해체와 신앙의 보철의 한계에서의 충실성," 톰 코헨 (ed.), <자크 데리다와 인문학> (ISBN 0-521-62565-3).
- 우드, 데이비드 (ed.), <데리다: 비판적 독자>, 와일리-블랙웰, 1992.
- 즐로미슬리츠, 마르코, <자크 데리다의 아포리아적 윤리학>, 렉싱턴 북스, 2004.